# 諏訪部順一
諏訪部 順一（すわべ じゅんいち、1972年3月29日 - ）は、日本の男性声優、ナレーター。東京俳優生活協同組合所属。

## 来歴
- 1972年3月29日、誕生。
- 小、中学時代を通して放送委員を務め[12]、高校、大学時代は映画制作サークルに所属[13]。元々は映画監督志望であった[14]。映像制作で食べていくのは難しいと分かって大学卒業後に趣味である映画、音楽の商材を扱っていた卸業の会社、技術系の制作会社でカメラアシスタント、出版社、マルチメディア系の会社など数々の職業を経験[12][13]。その後、俳協ボイスアクターズスタジオ第8期生を経て、東京俳優生活協同組合（俳協）所属となる[15]。
- 20代のうちからゴールデン枠をはじめとする数多くのテレビ番組やCMなどのナレーションを務める。ナレーター、ラジオDJを中心に活動。
- 2002年、テレビアニメ『テニスの王子様』の跡部景吾役を担当したことをきっかけに声優としてもブレイク。
- 2002年11月、謎の新ユニットSTA☆MENを結成。2013年より無期限活動休止中。
- 2005年3月30日に跡部景吾名義でリリースしたシングル『理由/E気持』は同年4月11日付オリコン週間CDシングルランキング初登場9位を獲得。男性キャラクターソングがオリコンTOP10ランクインを果たしたのはこれが初めてのことである。
- 2009年3月25日、自身の企画である鳥海浩輔とのユニットフェロ☆メンを結成。
- 2010年3月24日にフェロ☆メン名義でリリースした2ndシングル『いろは唄』がオリコン週間CDシングルランキングで9位を獲得。
- 2010年7月、テレビアニメ『学園黙示録 HIGHSCHOOL OF THE DEAD』で初主演。その後も『キューティクル探偵因幡』や『スペース☆ダンディ』などで主演を務める。
- 2012年、第6回声優アワードにて、テレビアニメ『うたの☆プリンスさまっ♪』のユニット「ST☆RISH」として歌唱賞を受賞[16]。
- 2013年10月2日にフェロ☆メン名義でリリースした4thシングル『IMMORAL WEDDING』がオリコン週間CDシングルランキングで9位を獲得。
- 2013年、第7回声優アワードにて助演男優賞を受賞[17]。
- 2014年10月1日にフェロ☆メン名義でリリースした5thシングル『抱きよせてTONIGHT』がオリコン週間CDシングルランキングで6位を獲得。同年の文化放送「こむちゃっとカウントダウン年間ベストヒット10」では4位を獲得。
- 2016年3月30日にフェロ☆メン名義でリリースした 1stアルバム『MAGIC MIRROR』がオリコン週間CDアルバムランキングで8位を獲得。
- 2017年1月9日にテレビ朝日系で放送された『人気声優200人が本気で選んだ！声優総選挙！3時間SP』で第14位に選ばれる[18]。これに対する返礼としてツイートした肉声によるサンシャイン池崎のネタのパロディが反響を呼び、Twitter Japanによる『2017年話題になったツイート【1〜3月】』[19]、『2017もっとも使われたアカウント：声優』[20]に於いてトップとなった。
- 2017年12月6日、『Yahoo!検索大賞2017 パーソンカテゴリー 声優部門賞』を受賞[21]。
- 2018年、第12回声優アワードにて助演男優賞を受賞[22]。
- 2019年、第13回声優アワードにてパーソナリティ賞を受賞[23]。
- 2022年1月24日、俳協により新型コロナウイルス（COVID-19）に感染したことが発表された[24]。俳協によれば、コロナウイルス感染の濃厚接触者に該当する可能性があるため自主隔離に入ったが、同月22日に喉の異常を感じたためPCR検査を受けた結果、陽性であったことが判明したという[24]。
- 2023年、第17回声優アワード富山敬賞を受賞[25]。
- 2023年12月8日、健康上の理由により2024年1月1日から休養に入ることを発表[26]。1月22日、同日から仕事復帰したことを報告[27]。耳下腺腫瘍の手術を受けたことを明らかにした[27]。

## 特色
声種はバリトン。
ラジオやイベントでMCを務めることも多く、自身が制作に関わるCDやDVD、テレビ番組やラジオ番組では、企画や構成も務めるほか、題字やジャケットなどのデザインも数多く手掛けている。
吹き替えではコン・ユをはじめ、レイ・フィッシャーやマハーシャラ・アリ、ヤーヤ・アブドゥル＝マティーン2世、トム・ハーディなどを多く担当している。
『PEACE MAKER 鐵』で共演した縁で斎賀みつきの2ndアルバムに楽曲「君想うシプレ」の作詞を提供。自身が歌唱する、跡部景吾、乙女番長、乙JAPAN、フェロ☆メン名義の楽曲でも数々作詞を担当。ドラマCD『ガッツバトラーG』の主題歌は、作詞だけでなく作曲も手掛けている。7人組の男性声優ユニット「謎の新ユニットSTA☆MEN」ではリーダーを務め、個性的なメンバーたちをまとめていた。

## 人物
呼び方について、「あだ名、様付け、下の名前呼びは苦手である」と自身のTwitter、ラジオで明言した。そのため、苗字にさん付けの「諏訪部さん」と呼んでほしいとのこと。
幼少期は裕福な方ではなく団地に住んでいた。親によると幼稚園に入る前から字が読めていた。小学校の夏休みは1日中図書館で本を読んでいたため、勉強をさせたい親から読書ばかりしていいと思うなと言われた事がある。主に推理小説を好み、江戸川乱歩、横溝正史、『アルセーヌ・ルパン』、『シャーロック・ホームズ』、アガサ・クリスティを読んでいた。
ウルトラシリーズは『ザ☆ウルトラマン』や『ウルトラマン80』の本放送を小学生のころにリアルタイムで観ており、再放送でも過去のウルトラシリーズを観ており、『ウルトラセブン』と『ウルトラマンレオ』が特に好きであるという。
妹がいる。引っ越し祝いにWiiを買ってあげたとのこと。
高校から始めた自主映画制作では、主にミステリー寄りの『世にも奇妙な物語』のような作品を制作していた。
高校時代から現在に至るまで、TM NETWORKのファンであることを明かしている。
ナレーター・ラジオDJになる旨を母親に報告したところ泣かれてしまい、「3年やってサラリーマン時代の年収を超えなければ辞める」と伝えた。
2002年に結成された謎の新ユニットSTA☆MENは、同グループの鈴村健一が飲み会の席で提案し、全員が酒の勢いで意気投合したという。その後、諏訪部のみ一足先に帰宅し、酔った勢いで自身のホームページに冗談半分で告知したことで予想外の反響を巻き起こしたのがグループ活動のきっかけを作った。
『バトルスピリッツ』のファンであり、同アニメに7作連続で出演している。パーソナリティを務める『超!mobile A&G presents 生放送!』にて、2011年1月より「バトスピ大好き声優の生放送!」をレギュラー化させた。 
愛犬家であり、ゼロという名前のオスのスムースコートチワワ（ブラックタン）と暮らしていた。毎日、朝晩の2回の散歩を欠かしていないことをTwitterで明かしていた。2020年1月29日に老衰によって亡くなる。ブログではゼロについて「自慢の愛息。今までも、これからも、ずっと」と語っている。血統書の犬名はウォールポールであると明かした。
嫌いより好きが多い方が楽しいと語り、『呪術廻戦 じゅじゅとーく ニキ』でリスナーから生きる指針を聞かれ、「生きる事に対して「もう生きるしかないっしょ」という感じで、生まれたからには生きるし、せっかくだからより楽しく生きられたらいいな、最終的にちょっとでも楽しい事が多かったらいいな、思い返したときに苦しい事、悲しい事、辛い事よりも楽しい事が思い出される人生だったらいいなとは思っていて、そうあるように心掛けている」と答えている。
アニメのスタッフ、視聴者から「役に魂を入れてくれてありがとうございます」と言われることがあるが、「（アニメーションの）絵の時点で十分入っている」し「我々が声を入れていない場面の動きですごく感情表現をしているから全然魂は入っていて」、自身の感想として「そこに寄り添う形で内面的・表面的な表現を音として載せていく事に注力している。それが声優の務めだとは思っている」と語った。
アニメのオンエアは必ず観て、SNSのハッシュタグを用いて視聴者の感想・作品ファンのイメージをリサーチし、キャラの解像度を上げている。
体型について、どちらかと言えば肥えやすいタイプのため定期的に抑えることを心掛けている。人前に出る仕事でもあり、役やキャラクターをある種体現しないといけないような案件があるため、それなりに考えなければいけない。そういった案件がなければ気にせず好きな物を食べたいが、作品やキャラクターへの愛があれば頑張らなきゃという思いが働くと語っている。
好きな食べ物は、カレー。
美味しければ何でも食べる派である。作ってもらった食事に文句を言うのは「違う」と思っている。
テレビアニメ『呪術廻戦』の両面宿儺役は、「制作側の指名」と勘違いされるが、制作側からこの役のみのオーディション依頼があり、オーディション後、正式にディレクションされた。アニメ化以前から原作は読んでいたものの声の想像はできていなかったという。
胃カメラが苦手である。
これまでに喫煙習慣があった事は一度もないと語る非喫煙者である。
会社員時代に営団地下鉄日比谷線を利用していたが、1995年3月20日はいつもより遅れて出勤したところ、駅で「霞ヶ関で爆発が起きたらしい」というアナウンスを聞き、別ルートで出勤した。オウム真理教によるテロ事件（地下鉄サリン事件）への遭遇を免れた。

### アレルギー / 疾患
- 花粉症[45]
- 耳下腺腫瘍
  - 2023年12月8日、健康上の理由により2024年1月1日から休養に入ることを発表[46]。1月22日、同日から仕事復帰したことを報告[27]し、手術を受けたことを明らかにした[27]。

### 趣味・嗜好

#### 映画鑑賞
- 映画好きになったきっかけは不明だが、幼少期から映画が好きであった[13]。小さい頃はテレビ放送での視聴が主だったが、高校生くらいから映画館に通い出し、大学生の時はレンタルビデオを借りて、映画三昧をしていた[13]。

#### スニーカー
- 買ったものの着用頻度の低いスニーカーは事務所のスタッフに譲る事がある[47]。

#### 自動車
- 18歳で普通自動車免許を取得[48]。ほぼ毎日運転していて、2024年時点でゴールド免許である[49]。
- 車は2024年時点で30台以上を乗り継いている[50]。

#### 料理
- 食べるものを作るのは楽しい。美味しいものが出来上がれば、なお楽しい[51]。
- 作った料理を度々Xに投稿している。

#### オートバイ（過去）
- 16歳で普通自動二輪免許を取得[48]。
- オートバイは基本的にホンダ党である[52]。
- オートバイ好きであるが、ビッグバイクには今ひとつ興味が持てずにいた。
- 2022年に所有車をすべて売却し、卒業[48]。

### スワベジュンイチ
スワベジュンイチとは、諏訪部順一が立ち上げたエンタテインメントプロジェクトの名称。この場合のスワベジュンイチはプロジェクトチーム名なので、諏訪部個人を示さない。

## 出演
太字はメインキャラクター。

### テレビアニメ
1996年
- 逮捕しちゃうぞ（1996年 - 2001年、審判、男） - 2シリーズ

1997年
- ネクスト戦記EHRGEIZ（MV第3ユニット隊長、治安局員、テラ同志A、テラ同志）
- 烈火の炎（客B）

1998年
- AWOL -Absent Without Leave-（ソロモンオペレーター）
- DTエイトロン（アイン）

1999年
- GTO（藤吉コージ、生徒、カメラマン）

2000年
- 銀装騎攻オーディアン（グリセリン）
- NieA 7（DJ）
- ブギーポップは笑わない Boogiepop Phantom（男子C）

2001年
- X -エックス-（桃生封真）
- 地球防衛家族（ニュースキャスター）

2002年
- 超重神グラヴィオン（2002年 - 2004年、アレックス・スミス） - 2シリーズ
- ちょびっツ（小島良由起、プレイヤー）
- テニスの王子様（2002年 - 2024年、跡部景吾） - 4シリーズ
- ヒートガイジェイ（ブルース・デュリア）

2003年
- E'S OTHERWISE（レオニード・モニオ）
- GAD GUARD（カタナ）
- カレイドスター（イアン・ソープ）
- ギルガメッシュ（トリア）
- PEACE MAKER 鐵（吉田稔麿）
- 魔法遣いに大切なこと（小山田雅美）

2004年
- SDガンダムフォース（パープルドーガ）
- 機動戦士ガンダムSEED DESTINY（2004年 - 2005年、スティング・オークレー、マリク・ヤードバーズ、マーズ・シメオン）
- 金色のガッシュベル!!（フリト）
- DearS（野仲宏史）
- 天上天下（猪里弾）
- 鋼の錬金術師（グリード）
- 爆裂天使（モニターマンB）

2005年
- エレメンタル ジェレイド（サンウェルド）
- かりん（真紅煉）
- ガンパレード・オーケストラ（野口直也）
- 極上生徒会（金城一博）
- 灼眼のシャナ（2005年 - 2007年、“狩人”フリアグネ） - 2シリーズ
- トランスフォーマー ギャラクシーフォース（ティム）
- トリニティ・ブラッド（カイン・ナイトロード）
- ピーチガール（大路吾郎）
- BLOOD+（ヴァン・アルジャーノ）

2006年
- オーバン・スターレーサーズ（リック・サンダーボルト）
- 銀魂（GOEMON）
- 彩雲国物語（茶草洵）
- 地獄少女 二籠（杉田宏久）
- 少年陰陽師（榎笠斎）
- 出ましたっ!パワパフガールズZ（ミッシェル）
- NIGHT HEAD GENESIS（三雲玄吾）
- NANA（高倉京助）
- 祝!(ハピ☆ラキ)ビックリマン（助太刀悟空、トン魔戒、三象法師）
- Fate/stay night（アーチャー）
- BLEACH（グリムジョー・ジャガージャック）
- 南の島の小さな飛行機バーディー（JJ）

2007年
- ゲゲゲの鬼太郎（第5作）（化け草履）
- 鋼鉄三国志（甘寧興覇）
- 鋼鉄神ジーグ（司馬宙）
- スカイガールズ（飛崎陣）
- 素敵探偵ラビリンス（信濃晴嵐）
- ZOMBIE-LOAN（芝怜一朗）
- ドラゴノーツ -ザ・レゾナンス-（ギオ）
- NARUTO -ナルト-（セイメイ）
- のだめカンタービレ（菊池亨）
- ラブ★コン（舞竹国海〈マイティ〉）
- 湾岸ミッドナイト（イシダヨシアキ）
- レンタルマギカ（2007年 - 2008年、猫屋敷蓮、三輪先生）

2008年
- あまつき（梵天）
- ヴァンパイア騎士（架院暁） - 2シリーズ
- 黒執事（2008年 - 2025年、葬儀屋〈アンダーテイカー〉） - 5シリーズ
- ケロロ軍曹（元エアコン）
- 屍姫 シリーズ（2008年 - 2009年、壬生貞比呂） - 2シリーズ
- 隠の王（清水雷光）
- BUS GAMER（中条伸人）
- BLASSREITER（マドワルド・ザーギン）
- 北斗の拳 ラオウ外伝 天の覇王（リュウロウ）
- まかでみ・WAっしょい!（アガリアレプト、旅の武士）
- 魍魎の匣（青木文蔵）
- モノクローム・ファクター（白銀）
- Little Village People（サンダー紙袋）

2009年
- 鋼殻のレギオス（サヴァリス・クォルラフィン・ルッケンス）
- 07-GHOST（フラウ）
- 蒼天航路（曹昂）
- 花咲ける青少年（曹望青）
- ハヤテのごとく! シリーズ（2009年 - 2013年、リィン・レジオスター） - 2シリーズ
- PandoraHearts（レイム＝ルネット）

2010年
- オオカミさんと七人の仲間たち（羊飼士狼）
- 学園黙示録 HIGHSCHOOL OF THE DEAD（小室孝）
- 海月姫（鯉淵修）
- セキレイ〜Pure Engagement〜（氷峨泉）
- 探偵オペラ ミルキィホームズ（2010年 - 2018年、ナレーション、シャーロック・ホームズ） - 3シリーズ + 特別編3作品
- 伝説の勇者の伝説（ミラン・フロワード）
- バトルスピリッツ 少年激覇ダン（ギャラクシー渡辺、パンテーラ）
- バトルスピリッツ ブレイヴ（2010年 - 2011年、ナレーション）
- ひめチェン!おとぎちっくアイドル リルぷりっ（清風セイフー）
- FAIRY TAIL（2010年 - 2025年、フリード） - 4シリーズ
- FORTUNE ARTERIAL 赤い約束（千堂伊織）
- 四畳半神話大系（城ヶ崎先輩）

2011年
- いつか天魔の黒ウサギ（黒守・フィリエル・優一）
- うたの☆プリンスさまっ♪ マジLOVEシリーズ（2011年 - 2022年、神宮寺レン） - 4シリーズ + スペシャル1作品
- 俺たちに翼はない（成田隼人）
- 機動戦士ガンダムAGE（ラクト・エルファメル）
- デッドマン・ワンダーランド（玉木常長）
- ドラえもん（テレビ朝日版第2期）（2011年 - 2015年、誘拐犯B、モサロ）
- 夏目友人帳シリーズ（2011年 - 2024年、的場静司） - 5シリーズ
- バクマン。（2011年 - 2013年、福田真太、ラッコ11号） - 3シリーズ
- バトルスピリッツ 覇王（2011年 - 2012年、ギャラクシー渡辺、ナレーション）
- 花咲くいろは（次郎丸太郎）
- 真剣で私に恋しなさい!!（源忠勝）

2012年
- アクエリオンEVOL（ドナール・ダンテス）
- 神様はじめました（2012年 - 2015年、悪羅王 / 霧仁） - 2シリーズ
- キングダム（2012年 - 2024年、昌平君） - 5シリーズ
- 黒子のバスケ（2012年 - 2015年、青峰大輝） - 3シリーズ
- 坂道のアポロン（桂木淳一）
- SKET DANCE（黒田〈ロダン〉）
- 聖闘士星矢Ω（2012年 - 2014年、エデン）
- 絶園のテンペスト（鎖部夏村）
- 男子高校生の日常（たかひろの友達）
- 超訳百人一首 うた恋い。（在原業平）
- ハイスクールD×D（2012年 - 2018年、サーゼクス・ルシファー） - 4シリーズ
- バトルスピリッツ ソードアイズ（2012年 - 2013年、ブリンガー、アトライオスII世、ギャラクシー渡辺）
- 氷菓（小成）
- ファイ・ブレイン 神のパズル 第2シリーズ（奥寺八郎）
- マギ（2012年 - 2013年、ジャミル） - 2シリーズ
- 名探偵コナン（2012年 - 2021年、兵頭順治、西野澄也）
- めだかボックス アブノーマル（黒神真黒）

2013年
- 宇宙戦艦ヤマト2199（フォムト・バーガー）
- 有頂天家族（2013年 - 2017年、下鴨矢一郎） - 2シリーズ
- カーニヴァル（黒白）
- キューティクル探偵因幡（因幡洋）
- 銀河機攻隊 マジェスティックプリンス（ルメス）
- THE UNLIMITED 兵部京介（アンディ・ヒノミヤ）
- DEVIL SURVIVOR2 the ANIMATION（ヤマト〈峰津院大和〉）
- 最強銀河 究極ゼロ 〜バトルスピリッツ〜（2013年 - 2014年、流れ星のキリガ）
- 東京レイヴンズ（六人部千尋）
- BROTHERS CONFLICT（朝日奈要）
- BLAZBLUE ALTER MEMORY（レリウス＝クローバー）
- 機巧少女は傷つかない（クルーエル）
- ムシブギョー（真田幸村）
- メガネブ!（三鍋友紀也）
- 勇者になれなかった俺はしぶしぶ就職を決意しました。（レイド・ミラーリング）
- 弱虫ペダル（2013年 - 2022年、寒咲通司、ひつじのしつじ / メージュ） - 5シリーズ
- リコーダーとランドセル ミ☆（吉岡先輩）
- ルパン三世 princess of the breeze 〜隠された空中都市〜（バナード）
- ONE PIECE（2013年 - 2024年、ヴェルゴ、緑牛 / アラマキ〈2代目〉）

2014年
- 暁のヨナ（ジェハ〈緑龍〉）
- 悪魔のリドル（犬飼恵介）
- 甘城ブリリアントパーク（栗栖隆也）
- ウィザード・バリスターズ 弁魔士セシル（鮫岡生羽）
- ガンダム Gのレコンギスタ（ジュガン・マインストロン、副長、メディー・ススン、ローゼンタール・コバシ）
- スペース☆ダンディ（ダンディ）
- ばらかもん（川藤鷹生）
- Fate/stay night ［Unlimited Blade Works］（2014年 - 2015年、アーチャー）- 2シーズン
- プリパラ（2014年 - 2017年、赤井めが兄ぃ） - 3シリーズ
- 魔法科高校の劣等生（2014年 - 2024年、十文字克人） - 3シリーズ + スペシャル

2015年
- うーさーのその日暮らし 夢幻編（名前を呼んではいけないあの動物）
- ガッチャマン クラウズ インサイト（鳥山ミリオ）
- GANGSTA.（ウォリック・アルカンジェロ）
- GATE 自衛隊 彼の地にて、斯く戦えり（2015年 - 2016年、伊丹耀司） - 2シリーズ
- 食戟のソーマ（2015年 - 2020年、葉山アキラ） - 6シリーズ
- ジョジョの奇妙な冒険 スターダストクルセイダース（テレンス・T・ダービー）
- スタミュ（2015年 - 2019年、鳳樹） - 3シリーズ
- バトルスピリッツ 烈火魂（2015 - 2016年、大六天魔王 / 天魔信長）
- 北斗の拳 イチゴ味（シュウ、トキ）
- ヤングブラック・ジャック（軍医〈キリコ〉）
- ユリ熊嵐（ライフ・セクシー）
- ワールドトリガー（2015年 - 2022年、二宮匡貴） - 3シリーズ

2016年
- うしおととら（神野）
- キズナイーバー（山田一直）
- 金田一少年の事件簿R（月見里光）
- 紅殻のパンドラ（イアン・クルツ）
- SERVAMP-サーヴァンプ-（暴食）
- 終末のイゼッタ（ベルクマン）
- 双星の陰陽師（2016年 - 2017年、天若清弦）
- ダンガンロンパ3 -The End of 希望ヶ峰学園- 絶望編 / 未来編（逆蔵十三） - 1シリーズ + 特別編
- ばくおん!!（中野欽矢）
- バトルスピリッツ ダブルドライブ（2016年 - 2017年、サンドラット）
- ハルチカ〜ハルタとチカは青春する〜（渡邉琢哉）
- Fate/Grand Order -First Order-（エミヤ）
- 不機嫌なモノノケ庵（2016年 - 2019年、立法） - 2シリーズ
- プリンス・オブ・ストライド オルタナティブ（久我恭介）
- 文豪ストレイドッグス（織田作之助）
- 僕のヒーローアカデミア（2016年 - 2024年、相澤消太、宍田獣郎太） - 7シリーズ
- 魔法少女なんてもういいですから。（ゆずか父）
- ユーリ!!! on ICE（ヴィクトル・ニキフォロフ）

2017年
- 亜人ちゃんは語りたい（高橋鉄男）
- ACCA13区監察課（グロッシュラー）
- 青の祓魔師 シリーズ（2017年 - 2025年、藤堂三郎太〈青年〉/ 藤堂三郎太） - 3シリーズ
- “栄光なき天才たち”からの物語（アナウンサー）
- 信長の忍び（滝川一益）
- アイドルタイムプリパラ（2017年 - 2018年、赤井めが兄ぃ）
- Fate/Apocrypha（黒のセイバー / ジークフリート）
- 異世界食堂（2017年 - 2021年、店主） - 2シリーズ
- 最遊記RELOAD BLAST（賽太歳）
- バチカン奇跡調査官（ロベルト・ニコラス）
- カイトアンサ（プクプク、山盛次郎、赤球）
- 将国のアルタイル（アビリガ）
- Dies irae（2017年 - 2018年、ラインハルト・ハイドリヒ） - 2シリーズ
- クラシカロイド（2017年 - 2018年、ドヴォルザーク、クラシカドンの声）
- 魔法使いの嫁（2017年 - 2023年、セス・ノエル） - 3シリーズ
- Code:Realize 〜創世の姫君〜（エイブラハム・ヴァン・ヘルシング）
- ブラッククローバー（2017年 - 2021年、ヤミ・スケヒロ）

2018年
- キリングバイツ（ナレーション）
- ラーメン大好き小泉さん（イケメン男子）
- 覇穹 封神演義（玉鼎真人）
- 続 刀剣乱舞-花丸-（千子村正）
- ハクメイとミコチ（旋毛丸）
- 七つの大罪 戒めの復活（ジバゴ）
- 宇宙戦艦ティラミス（ヴォルガー・ハマー） - 2シリーズ
- ピアノの森（2018年 - 2019年、阿字野壮介） - 2シリーズ
- 鹿楓堂よついろ日和（スイ / 東極京水）
- 美男高校地球防衛部HAPPY KISS!（喜屋良弁太郎）
- 銀河英雄伝説 Die Neue These 邂逅（パウル・フォン・オーベルシュタイン）
- ひそねとまそたん（幾嶋博己）
- ガンダムビルドダイバーズ（タイガーウルフ）
- Back Street Girls -ゴクドルズ-（マンダリン木下）
- Phantom in the Twilight（ヘイシン）
- ロード オブ ヴァーミリオン 紅蓮の王（葵順）
- 夢王国と眠れる100人の王子様（ダグラス）
- アイカツフレンズ!（2018年 - 2019年、蝶乃拳詩郎）
- メルクストーリア -無気力少年と瓶の中の少女-（地を知る者 / ゼフュロダイ）
- ジョジョの奇妙な冒険 黄金の風（2018年 - 2019年、レオーネ・アバッキオ）
- 色づく世界の明日から（一柳柊生）

2019年
- Dimensionハイスクール（スフィンクス）
- ルパン三世 グッバイ・パートナー（ロイ・フォレスト）
- ソードアート・オンライン アリシゼーション（2019年 - 2020年、ベルクーリ・シンセシス・ワン） - 3シリーズ
- ダイヤのA actII（円城蓮司）
- 世話やきキツネの仙狐さん（中野）
- さらざんまい（ケッピ）
- 鬼滅の刃（響凱）
- KING OF PRISM -Shiny Seven Stars-（シン父）
- キャロル&チューズデイ（カイル）
- BEM（Dr.リサイクル）
- ノー・ガンズ・ライフ（2019年 - 2020年、乾十三）- 2シリーズ
- 歌舞伎町シャーロック（2019年 - 2020年、ハドソン夫人）
- PSYCHO-PASS サイコパス 3（入江一途）
- ハイスコアガールII（九品仏ブランカ）
- あはれ!名作くん（2019年 - 2020年、怒りん坊、車掌）
- あんさんぶるスターズ!（乱凪砂）
- ポチっと発明 ピカちんキット（2019年 - 2020年、バッジ王）
- 魔入りました!入間くん（2019年 - 2023年、バール） - 3シリーズ

2020年
- 空挺ドラゴンズ（ギブス）
- ランウェイで笑って（柳田一）
- 織田シナモン信長（本願寺世良）
- キラッとプリ☆チャン（2020年 - 2021年、めが兄ぃ）
- 文豪とアルケミスト 〜審判ノ歯車〜（芥川龍之介）
- 啄木鳥探偵處（森鴎外）
- LISTENERS リスナーズ（殿下＝キッド）
- GREAT PRETENDER（ローラン・ティエリー）
- 魔王学院の不適合者 〜史上最強の魔王の始祖、転生して子孫たちの学校へ通う〜（2020年 - 2023年、メドイン・ガーサ） - 2シリーズ
- 呪術廻戦（2020年 - 2023年、両面宿儺） - 2シリーズ
- 魔王城でおやすみ（シザーマジシャン）
- 池袋ウエストゲートパーク（ゼロワン）
- シャドウバース（2020年 - 2021年、ユリアス・フォルモンド）

2021年
- 天地創造デザイン部（水島）
- 怪物事変（隠神鼓八千）
- 裏世界ピクニック（ウィル・ドレイク中尉）
- Re:ゼロから始める異世界生活（ヘクトール）
- 怪病医ラムネ（紅葉）
- 文豪ストレイドッグス わん!（織田作之助）
- さよなら私のクラマー（深津吾朗）
- MARS RED（前田義信）
- ドラゴン、家を買う。（ウェアパンサー）
- 魔法科高校の優等生（十文字克人）
- かげきしょうじょ!!（安道守）
- テスラノート（ミッキー・ミラー）
- ビルディバイド -＃000000-（ダグラーク）
- さんかく窓の外側は夜（逆木一臣）
- 世界最高の暗殺者、異世界貴族に転生する（パパラッチ）

2022年
- トライブナイン（鳳王次郎）
- 東京24区（ゼロス）
- 異世界美少女受肉おじさんと（シェン）
- SPY×FAMILY（2022年 - 2023年、〈ガーデン〉店長） - 2シリーズ
- RPG不動産（コーラン）
- 社畜さんは幼女幽霊に癒されたい。（今週の「可愛い。」担当）
- ちみも（地獄さん、ナレーション、ちみも）
- メガトン級ムサシ（2022年 - 2023年、シノアグ・ヴァレス）
- ブルーロック（2022年 - 2024年、馬狼照英） - 2シリーズ
- アキバ冥途戦争（末広）
- BLEACH 千年血戦篇（2022年 - 2024年、グリムジョー・ジャガージャック） - 2シリーズ
- うちの師匠はしっぽがない（大黒亭文鳥）

2023年
- ノケモノたちの夜（ナベリウス）
- とーとつにエジプト神2（セベク）
- REVENGER（遍路の貞）
- TRIGUN STAMPEDE（ブラド）
- マイホームヒーロー（鳥栖哲雄）
- 神無き世界のカミサマ活動（ベルトラン）
- おじゃる丸（2023年 - 2024年、言われたもの出しますからくり）
- 地獄楽（菊花、朱槿、蓮、朱槿、牡丹、蘭）
- 彼女が公爵邸に行った理由（シアトリヒ・ニューリアル・チェイモス）
- 悲劇の元凶となる最強外道ラスボス女王は民の為に尽くします。（ヴァル）
- 冒険者になりたいと都に出て行った娘がSランクになってた（ベルグリフ）
- Paradox Live THE ANIMATION（謎の男 / 修羅 /  辰宮晴臣、雷麺亭店主）
- 葬送のフリーレン（リュグナー）
- とあるおっさんのVRMMO活動記（グラッド）
- ラグナクリムゾン（2023年 - 2024年、ウォルテカムイ）
- MFゴースト（2023年 - 2024年、赤羽海人） - 2シリーズ
- でこぼこ魔女の親子事情（アウリ）
- ビックリメン（スーパーデビル）

2024年
- マッシュル-MASHLE- 神覚者候補選抜試験編（ライオ・グランツ）
- 俺だけレベルアップな件（2024年 - 2025年、右京将人） - 2シリーズ
- ドッグシグナル（茶太郎の声）
- アストロノオト（ナオスケ）
- 疑似ハーレム（中山元邦〈部長〉）
- ばいばい、アース（2024年 - 2025年、ラブラック＝シアン、ガイダンス） - 2シリーズ
- ハズレ枠の【状態異常スキル】で最強になった俺がすべてを蹂躙するまで（シビト・ガートランド）
- 魔導具師ダリヤはうつむかない（オズヴァルド・ゾーラ）
- キン肉マン 完璧超人始祖編（2024年 - 2025年、グリムリパー） - 2シリーズ
- 2.5次元の誘惑（日枯陽一）
- 鴨乃橋ロンの禁断推理（三日月アザの男 / エリオット・モリアーティ）

2025年
- 天久鷹央の推理カルテ（成瀬隆哉）
- アラフォー男の異世界通販（ケンイチ）
- るろうに剣心 -明治剣客浪漫譚- 京都動乱（魚沼宇水）
- 全修。（理事長）
- キミとアイドルプリキュア♪（タナカーン / 田中）
- ヴィジランテ-僕のヒーローアカデミア ILLEGALS-（イレイザーヘッド / 相澤消太）
- 真・侍伝 YAIBA（宮本武蔵）
- ひみつのアイプリ リング編（赤井めが兄ぃ）
- まったく最近の探偵ときたら（名雲桂一郎）
- 公女殿下の家庭教師（ワルター・ハワード）
- ブサメンガチファイター（吉岡しげる）
- サイレント・ウィッチ 沈黙の魔女の隠しごと（ルイス・ミラー）
- 暗殺者である俺のステータスが勇者よりも明らかに強いのだが（サラン・ミスレイ）

時期未定
- 姫騎士様のヒモ（マシュー）

### 劇場アニメ
2005年
- 劇場版 テニスの王子様シリーズ（2005年 - 2011年、跡部景吾） - 3作品

2007年
- 劇場版 灼眼のシャナ（“狩人”フリアグネ）

2010年
- 劇場版 Fate/stay night UNLIMITED BLADE WORKS（アーチャー）

2011年
- UN-GO episode:0 因果論（大野妙心）

2012年
- 劇場版 FAIRY TAIL 鳳凰の巫女（フリード・ジャスティーン）
- 劇場版 BLOOD-C The Last Dark（九頭）

2013年
- 劇場版 花咲くいろは HOME SWEET HOME（次郎丸太郎）

2014年
- 宇宙戦艦ヤマト2199 星巡る方舟（フォムト・バーガー）
- 新劇場版 頭文字D（2014年 - 2016年、中里毅） - 3部作

2015年
- アップルシード アルファ（ブリアレオス・ヘカトンケイレス）
- 映画 Go!プリンセスプリキュア Go!Go!!豪華3本立て!!! パンプキン王国のたからもの （ウォープ）
- 劇場版 弱虫ペダル（寒咲通司）
- とびだすプリパラ み〜んなでめざせ!アイドル☆グランプリ（赤井めが兄ぃ）

2016年
- 映画プリパラ み〜んなのあこがれ♪レッツゴー☆プリパリ（赤井めが兄ぃ）
- 黒子のバスケ ウインターカップ総集編（青峰大輝）
- 劇場版 探偵オペラ ミルキィホームズ〜逆襲のミルキィホームズ〜（ナレーション）

2017年
- 劇場版 黒執事 Book of the Atlantic（葬儀屋〈アンダーテイカー〉）
- 劇場版 黒子のバスケ LAST GAME（青峰大輝）
- 夜は短し歩けよ乙女（ニセ城ヶ崎）
- 劇場版 魔法科高校の劣等生 星を呼ぶ少女（十文字克人）
- ノーゲーム・ノーライフ ゼロ（アインツィヒ）
- 劇場版 Fate/stay night [Heaven's Feel] （2017年 - 2020年、アーチャー） - 3部作
- GODZILLA（2017年 - 2018年、ムルエル・ガルグ）- 3部作

2018年
- 文豪ストレイドッグス DEAD APPLE（織田作之助）
- ニンジャバットマン（デスストローク）

2019年
- クレヨンしんちゃん 新婚旅行ハリケーン 〜失われたひろし〜（予告編ナレーション）
- 劇場版 うたの☆プリンスさまっ♪ マジLOVEシリーズ（2019年 - 2022年、神宮寺レン） - 2作品
- Gのレコンギスタ（2019年 - 2022年、ジュガン・マインストロン、副長、ローゼンタール・コバシ） - 5作品

2020年
- PSYCHO-PASS サイコパス 3 FIRST INSPECTOR（入江一途）
- クレヨンしんちゃん 激突! ラクガキングダムとほぼ四人の勇者（ローラー兵士）
- 劇場版BEM〜BECOME HUMAN〜（Dr.リサイクル）

2021年
- 機動戦士ガンダム 閃光のハサウェイ（2021年 - 、ケネス・スレッグ） - 2作品
- リョーマ! The Prince of Tennis 新生劇場版テニスの王子様（跡部景吾）

2022年
- 映画ドラえもん のび太の宇宙小戦争 2021（ドラコルル）
- あんさんぶるスターズ!!-Road to Show!!-（乱凪砂）
- 映画しまじろう しまじろうとキラキラおうこくのおうじさま（コロン）

2023年
- 名探偵コナン 黒鉄の魚影（レオンハルト）
- ブラッククローバー 魔法帝の剣（ヤミ）

2024年
- 機動戦士ガンダムSEED FREEDOM（マーズ・シメオン）
- デッドデッドデーモンズデデデデデストラクション（中川ひろし） - 前後章
- 劇場版ブルーロック -EPISODE 凪-（馬狼照英）
- i☆Ris the Movie - Full Energy!! -（ダフリス）

2025年
- 映画 キミとアイドルプリキュア♪ お待たせ!キミに届けるキラッキライブ!（タナカーン / 田中）
- アイカツ!×プリパラ THE MOVIE -出会いのキセキ!-（赤井めが兄ぃ）

### OVA
1998年
- 鉄拳 -TEKKEN-（警備員）

2002年
- X -予兆-（桃生封真）

2003年
- KINGDOM OF CHAOS-BORN TO KILL-（エイド、フラクト）
- 天地無用!魎皇鬼 第三期（九羅密吟鍛）

2005年
- 聖闘士星矢 冥王ハーデス冥界編（天獣星スフィンクスのファラオ）
- ファイナルファンタジーVII アドベントチルドレン（ツォン）
- V・B・ローズ（黒峰巳艶） - 『花とゆめ』2005年 応募者全員サービス
- LAST ORDER FINAL FANTASY VII（ツォン）

2006年
- テニスの王子様 Original Video Animation（2006年 - 2011年、跡部景吾） - 5シリーズ

2007年
- 異国色恋浪漫譚（2007年 - 2008年、アルベルト・ヴァレンティアノ）

2008年
- ストリートファイターIV 〜新たなる絆〜（バルログ）
- switch（比企真孝）

2011年
- カーニバル・ファンタズム（アーチャー）
- 学園黙示録 ドリフターズ・オブ・ザ・デッド（小室孝）
- FAIRY TAIL 〜ようこそ フェアリーヒルズ!!〜（フリード・ジャスティーン）

2013年
- 暗殺教室（烏間惟臣） - ジャンプスーパーアニメツアー2013上映作品
- 神様はじめました（霧仁） - コミックス16巻オリジナルアニメDVD付初回限定版

2014年
- 機巧少女は傷つかない（クルーエル） - Vol.V
- 私がモテないのはどう考えてもお前らが悪い!（青松） - コミック7巻DVD付き初回限定特装版付属。

2015年
- 暁のヨナ（2015年 - 2016年、ジェハ） - コミックス第19・21・22巻オリジナルアニメDVD付限定版
- 黒執事 Book of Murder（葬儀屋〈アンダーテイカー〉）
- 創勢のアクエリオンEVOL（ドナール・ダンテス）
- ムシブギョー（真田幸村） - 「常住戦陣!!ムシブギョー」コミックス17巻OVA付き特別版

2016年
- 食戟のソーマ（葉山アキラ） - コミックス第18・19巻DVD付き限定版
- スタミュ（鳳樹）
- 弱虫ペダル SPARE BIKE（寒咲通司）

2017年
- Landreaall（ライナス） - コミックス第29巻限定版

2018年
- ブラッククローバー オール魔法騎士感謝祭（ヤミ・スケヒロ） - ジャンプスペシャルアニメフェスタ2018上映作品

2019年
- ハイスコアガール（九品仏ブランカ）
- 銀河英雄伝説 Die Neue These 星乱（パウル・フォン・オーベルシュタイン）

2020年 
- ACCA13区監察課 Regards（グロッシュラー）

### Webアニメ
2006年
- 幕末機関説 いろはにほへと（不知火小僧）

2010年
- Starry☆Sky（白銀桜士郎）

2012年
- ポケットモンスター ブラック2・ホワイト2 紹介SPムービー（アクロマ）

2014年
- 神羅万象〜天地神明の章〜（ライセン）

2017年
- クレヨンしんちゃん外伝 お・お・お・のしんのすけ（妖怪使い）

2018年
- 「ボス・ベイビー」×「うんこ漢字ドリル」コラボ動画「任務編」「協力編」「子犬編」（うんこ先生）
- 異世界居酒屋〜古都アイテーリアの居酒屋のぶ〜（ヘルミーナの父、ブランターノ男爵）
- 衛宮さんちの今日のごはん（アーチャー）
- モンスターストライク（マルクト）

2019年 
- バトルスピリッツ サーガブレイヴ（ナレーション）
- むぎゅっと！ブラッククローバー（ヤミ）
- ノー・ガンズ・ライフ ミニ（2019年 - 2020年、乾十三）
- Levius -レビウス-（ザックス・クロムウェル）

2020年
- 虫籠のカガステル（カシム）
- ガンダムビルドダイバーズRe:RISE（タイガーウルフ）
- 魔王城でおやすみ ミニアニメ（シザーマジシャン）

2021年
- おしえて北斎! -THE ANIMATION-（白隠慧鶴）
- 夜の国（ヨル）
- 終末のワルキューレ（2021年 - 2023年、ヘルメス） - 2シリーズ
- ガンダムブレイカー バトローグ（ユウ・カジマ）
- スーパー・クルックス（ジョシュ〈ザ・ゴースト〉）
- アイドルランドプリパラ（2021年 - 2022年、赤井めが兄ぃ）
- 鬼の花嫁は喰べられたい（酒呑童子）

2022年
- コタローは1人暮らし（田丸勇）
- ULTRAMAN（ペダント星人）
- 四畳半タイムマシンブルース（城ヶ崎先輩）

2023年
- Fate/Grand Order 藤丸立香はわからない（2023年 - 2025年、エミヤ / エミヤ〔オルタ〕、ジークフリート）
- BASTARD!! -暗黒の破壊神-（イングヴェイ・フォン・マルムスティーン）

2024年
- 餓狼伝: The Way of the Lone Wolf（篠一郎）

### ゲーム
1997年
- スノボキッズ（1997年 - 1999年、ジャム＝クエネムンド、シノビン、担任の先生） - 3作品

1998年
- ダークメサイア（「聖なる輪」信者）
- TRAP GUNNER -トラップガンナー-（ダイン）

2000年
- ビートマニア（2000年 - 2001年、DJ） - 2作品

2001年
- FINAL FANTASY X（シーモア・グアド、ジャッシュ、シパーフ使い、冒頭部ラジオDJ）

2002年
- X-エックス- 運命の選択（桃生封真）
- VM JAPAN（ロクロウ）
- WRC〜ワールド・ラリー・チャンピオンシップ〜（コドライバーボイス、ナレーション）

2003年
- ちょびっツ 〜ちぃだけのヒト〜（小島良由起）
- テニスの王子様（2003年 - 2017年、跡部景吾） - 20作品
- FINAL FANTASY X-2（マスター、ジャッシュ、シーモア・グアド）
- みんなの王子様（跡部景吾）

2004年
- 機動戦士ガンダムSEED DESTINY（スティング・オークレー）
- グランツーリスモ4（車紹介ナレーション）
- Double Reaction!（ジェイク＝神崎＝三世） - 2作品
- DearS（野仲宏史）
- 天空-TENKU-2（チュートリアルボイス）
- 鋼の錬金術師 ドリームカーニバル（グリード）
- michigan（マーク・ボックウィンクル）
- ロックマンゼロ3（オメガ）

2005年
- アニマムンディ 終わりなき闇の舞踏（フランシス・ダッシュウッド）
- エレメンタル ジェレイド -纏え、翠風の剣-（ナレーション）
- 機動戦士ガンダムSEED 連合vs.Z.A.F.T.（スティング・オークレー）
- 機動戦士ガンダムSEED DESTINY GENERATION of C.E.（スティング・オークレー）
- キングダム ハーツII（トーナメントアナウンサー）
- 喧嘩番長（阿佐見鉄也、岩渕正孝）
- DUEL SAVIOR DESTINY（シェザル）
- Twelve〜戦国封神伝〜（ムメイ）

2006年
- アラビアンズ・ロスト〜The engagement on desert〜（スチュアート＝シンク）
- SDガンダム GGENERATION（2006年 - 2025年、ユウ・カジマ、マリク・ヤードバーズ、スティング・オークレー、ラクト・エルファメル、マーク・ギルダー〈SPIRITS - 〉、『SPIRITS』ナレーション） - 9作品
- 【eM】-eNCHANT arM-（マコト）
- ガンパレード・オーケストラ 白の章 〜青森ペンギン伝説〜（野口直也）
- 機動戦士ガンダムSEED DESTINY 連合vs.Z.A.F.T.II（スティング・オークレー、マーズ・シメオン）
- きみスタ〜きみとスタディ〜（小田桐修平）
- GENJI -神威奏乱-（武尊）
- GUILTY GEAR XX Λ CORE -ACCENT CORE-（ヴェノム）
- 幻想水滸伝V（キルデリク、クレイグ・ラーデン、スカルド・イーガン）
- 灼眼のシャナ（“狩人”フリアグネ）
- 転生八犬士封魔録（矢尾春輔）
- パレドゥレーヌ（黒貴族）
- BLEACH（2006年 - 2009年、グリムジョー・ジャガージャック） - 9作品
- ラブ★コン 〜パンチ DE コント〜（舞竹国海〈マイティ〉）
- ロックマンゼクス（オメガ）

2007年
- アルトネリコ2 世界に響く少女たちの創造詩（チェスター・ル・ウィノア）
- エースコンバット6 解放への戦火（自由エメリア放送DJ ゼッド）
- オレンジハニー 〜僕はキミに恋してる〜（芝崎比呂人）
- 機動戦士ガンダム MS戦線0079（ユウ・カジマ）
- CRISIS CORE -FINAL FANTASY VII-（ツォン）
- 喧嘩番長2 フルスロットル（田中ヤスオ、阿佐見光三）
- スーパーロボット大戦Scramble Commander the 2nd（スティング・オークレー）
- ドラグナーズアリア 竜が眠るまで（ラングレイ・ボールドウィン）
- 幕末恋華 花柳剣士伝（辰巳）
- パレドゥロワイアル（黒貴族）
- Fate シリーズ（2007年 - 2018年、アーチャー〈エミヤ / 無銘〉） - 11作品
- らぶ☆どろ 〜Love Drops〜（佐伯絢人）
- 令嬢探偵〜オフィスラブ事件慕〜（金剛寺竜輝）

2008年
- アーマード・コア フォーアンサー（オッツダルヴァ、マクシミリアン・テルミドール）
- インフィニット アンディスカバリー（レオニード）
- エーデルブルーメ（バラージュ・フォン・イシュトヴァーン）
- 銀のエクリプス（ロドニー・ウォレン・グレアム）
- スーパーロボット大戦Z（スティング・オークレー、アレックス・スミス）
- ストリートファイターIV（2008年 - 2014年、バルログ） - 3作品
- Daylight-朝に光の冠を-（???）
- 鉄拳6 BLOODLINE REBELLION（ラース・アレクサンダーソン）
- DUEL LOVE 恋する乙女は勝利の女神（マルコ・ジャンジャーニ）
- 12RIVEN -the Ψcliminal of integral-（大手町）
- drastic Killer（皐月蓮〈グリュード＝ドルアージュ〉）
- 花宵ロマネスク 愛と哀しみ -それは君のためのアリア（宝生桔梗）
- ピヨたん〜お屋敷潜入☆大作戦!〜（橘敦彦）
- ほしがりエンプーサ（蓬田信慈）
- モノクローム・ファクター cross road（白銀）
- Real Rode（ノイ）

2009年
- ヴァンパイア騎士 DS（架院暁）
- サモンナイトX 〜Tears Crown〜（ファング）
- シャイニング・フォース フェザー（シュウホウ）
- Starry☆Sky（2009年 - 2013年、白銀桜士郎） - 3作品
- S.Y.K 〜新説西遊記〜（2009年 - 2011年、悟空） - 3作品
- 電撃学園RPG Cross of Venus（“狩人”フリアグネ）
- ナデプロ!! 〜キサマも声優やってみろ!〜（石橋純一郎）
- VitaminZ（2009年 - 2013年、加賀美蘭丸） - 3作品
- ペルソナ3 ポータブル（テオドア）
- 北斗の拳 ラオウ外伝 天の覇王（リュウロウ）
- pop'n music 17 THE MOVIE（システムボイス）
- Million KNights Vermilion（於兎）
- 無双OROCHI Z（弁慶）

2010年
- アサシン クリード ブラザーフッド（チェーザレ・ボルジア）
- うたの☆プリンスさまっ♪（2010年 - 2017年、神宮寺レン） - 10作品
- ケイオスリングス（エッシャー）
- 三国恋戦記〜オトメの兵法!〜（公瑾）
- 絶対迷宮グリム 〜七つの鍵と楽園の乙女〜（いばらの王子）
- 堕天使の甘い誘惑×快感フレーズ（藤堂雪文）
- 天下一★戦国LOVERS DS（伊達成実）
- 電撃のピロト〜天空の絆〜（パディッソ）
- ときめきメモリアル（2010年 - 2012年、桜井琥一） - 2作品
- プロジェクトケルベルス（小崎秀克）
- Last Escort -Club Katze-（三ノ宮柊）
- Real Rode PORTABLE（ノイ）

2011年
- いざ、出陣!恋戦（織田信長）
- Original story from FAIRY TAIL 激突!カルディア大聖堂（フリード・ジャスティーン）
- 籠の中のアリシス（カイト）
- ガチトラ! 〜暴れん坊教師 in High School〜（加納兼貴）
- 機動戦士ガンダム エクストリームバーサス（2011年 - 2016年、スティング・オークレー、ユウ・カジマ） - 4作品
- 絶対迷宮グリム 〜七つの鍵と楽園の乙女〜（いばらの王子）
- 第2次スーパーロボット大戦Z 破界篇（アレックス・スミス）
- 鉄拳タッグトーナメント2（ラース・アレクサンダーソン）
- TOKYOヤマノテBOYS（2011年 - 2013年、濱田慎之介） - 6作品
- 遙かなる時空の中で5（2011年 - 2012年、天海） - 2作品
- ファイナルファンタジー零式（ニンブス）
- BLAZBLUE（2011年 - 2012年、レリウス＝クローバー） - 3作品
- マザーグースの秘密の館（バッカス＝ムーア）
- 無双OROCHI 2（2011年 - 2013年、弁慶） - 4作品

2012年
- アスラズ ラース（七星天ヤシャ）
- L.G.S 〜新説 封神演義〜（蘇妲己）
- 逢魔時〜怪談ロマンス〜（遠野篤郎）
- 黒子のバスケシリーズ（2012年 - 2015年、青峰大輝） - 3作品
- Code:Realize 〜創世の姫君〜（エイブラハム・ヴァン・ヘルシング）
- ストリートファイター X 鉄拳（バルログ、ラース）
- 聖闘士星矢Ω アルティメットコスモ（エデン）
- Dies irae 〜Amantes amentes〜（ラインハルト・トリスタン・オイゲン・ハイドリヒ）
- テイルズ オブ エクシリア2（クロノス）
- デビルサマナー ソウルハッカーズ（キャロルJ）
- バクダン★ハンダン（ト部君麻呂）
- FAIRY TAIL ゼレフ覚醒（フリード・ジャスティーン）
- BROTHERS CONFLICTシリーズ（2012年 - 2013年、朝日奈要） - 2作品
- 真剣で私に恋しなさい!!R（源忠勝）
- 恋愛番長2 MidnightLesson!!!（ギリギリ番長）

2013年
- 三国恋戦記〜オトメの兵法!〜 思いでがえし（公瑾）
- 死神稼業〜怪談ロマンス〜（東海林和真） - 2作品
- ジョジョの奇妙な冒険 オールスターバトル（テレンス・T・ダービー）
- スロッターマニアV 学園黙示録 HIGHSCHOOL OF THE DEAD（小室孝）
- Solomon's Ring 〜風の章〜（アスタロト）
- 黄昏時〜怪談ロマンス〜（遠野篤郎）
- とある魔術と科学の群奏活劇（パンタグルエル）
- 百年戦記 ユーロ・ヒストリア（カール4世）
- マギ はじまりの迷宮（ジャミル）
- ムシブギョー（真田幸村）
- 嫁コレ（因幡洋、ヤマト〈峰津院大和〉、三鍋友紀也）
- LORD of VERMILION III（アルス）

2014年
- あかやあかしやあやかしの（灯守）
- アラビアンズ・ダウト〜The engagement on desert〜（スチュアート＝シンク）
- VANITY of VANITIES（林平之）
- 英雄伝説 閃の軌跡（2014年 - 2020年、劫炎のマクバーン、ユーゲント・ライゼ・アルノール） - 4作品
- 狼カレシと内緒のスキャンダル（桜庭美鶴）
- ガンスリンガー ストラトス2（リカルド・マルティーニ）
- 機動戦士ガンダム サイドストーリーズ（ユウ・カジマ）
- GUILTY GEAR Xrd -SIGN-（ヴェノム）
- 白猫プロジェクト（アナザー・ガロウズ）
- 神撃のバハムート（グラキス、ガレット、ヴィクトル・ニキフォロフ）
- 第3次スーパーロボット大戦Z（2014年 - 2015年、アドヴェント / 聖アドヴェント） - 3作品
- 幕末Rock 超魂（マシュー・カルブレイス・ペリー・ジュニア）
- フリーダムウォーズ（アーベル・“シュトラーフェ”・バルト）
- プリパラ（赤井めが兄ぃ）
- ペルソナQ シャドウ オブ ザ ラビリンス（テオドア）
- ペルソナ4 ジ・アルティマックス ウルトラスープレックスホールド（テオドア）
- 魔女王（サミュエル＝バレット）
- 魔法科高校の劣等生 LOST ZERO（十文字克人）
- RE:VICE[D]（クロダ）

2015年
- Un:BIRTHDAY SONG〜愛を唄う死神〜（ナミ）
- GUILTY GEAR Xrd -REVELATOR-（ヴェノム）
- グランブルーファンタジー（2015年 - 2024年、シエテ） - 3作品
- クリスタル クラウン
- ザクセスヘブン（御剣カイエン）
- 三國クロスサーガ 蒼天の絆（曹操）
- 食戟のソーマシリーズ（2015年 - 2016年、葉山アキラ） - 2作品
- ジョジョの奇妙な冒険 アイズオブヘブン（テレンス・T・ダービー）
- 鉄拳7（ラース・アレクサンダーソン）
- デビルサバイバー2 ブレイクレコード（ヤマト / 峰津院大和）
- ドラゴンクエストVIII 空と海と大地と呪われし姫君（マルチェロ）
- BAD APPLE WARS（ヒガ）
- ファイアーエムブレムif（ジョーカー）
- Fate/Grand Order（2015年 - 2024年、ジークフリート、エミヤ） - 2作品
- プリンス・オブ・ストライド（久我恭介）
- 夢王国と眠れる100人の王子様（ダグラス、葬儀屋〈アンダーテイカー〉、ヴィクトル、織田作之助）
- 弱虫ペダル 明日への高回転（寒咲通司）
- LINE クロスレギオン（ガレス）
- Re:BIRTHDAY SONG〜恋を唄う死神〜（ナミ）
- ワンピース 海賊無双3（ヴェルゴ）

2016年
- AKIBA'S BEAT（黒崎ミカド）
- イケメン革命 アリスと恋の魔法（シリウス＝オズワルド）
- 一血卍傑-ONLINE-（キイチホウゲン）
- イノセントベイン（シド）
- 逢魔が刻 〜かくりよの縁〜（月白）
- オルタンシア・サーガ -蒼の騎士団-（アーチャー）
- Code:Realize 〜祝福の未来〜（エイブラハム・ヴァン・ヘルシング）
- PsychicEmotion6（美土宇昴）
- Shadowverse（ユリアス）
- 真・女神転生IV FINAL（アベ / シェムハザ）
- スターオーシャン5 Integrity and Faithlessness（エマーソン・T・ケニー）
- スターオーシャン:アナムネシス（エマーソン・T・ケニー）
- ストリートファイターV（バルログ）
- Dies irae 〜Interview with Kaziklu Bey〜（ラインハルト・ハイドリヒ）
- HIDE AND FIRE（ビースト）
- 文豪とアルケミスト（芥川龍之介）
- 僕のヒーローアカデミアシリーズ（2016年 - 2023年、相澤消太） - 5作品
- Mighty No. 9（Dr.ホワイト）
- 猛獣たちとお姫様（2016年 - 2017年、リシャルト） - 2作品
- もし、この世界に神様がいるとするならば。（神里キョウ）

2017年
- 花朧 〜戦国伝乱奇〜（明智光秀）
- アラド戦記（男ガンナー）
- オトメ勇者（ディル）
- 双星の陰陽師（天若清弦）
- 刀剣乱舞 ONLINE（2017年 - 2024年、千子村正）
- ファイアーエムブレム ヒーローズ（2017年 - 2024年、ジョーカー、ディアマンド）
- スーパーロボット大戦V（フォムト・バーガー）
- ブラックローズサスペクツ（ジェシー・ブラントン）
- 茜さすセカイでキミと詠う（芹沢鴨、ペリー）
- 黒騎士と白の魔王（ロキ）
- パラノーマルキス -Paranormal Kiss-（花神棗）
- ウルトラストリートファイターII -The Final Challengers-（バルログ）
- カクテル王子（ムーラン・ルージュ）
- 仁王（猿飛佐助）
- あんさんぶるスターズ！（2017年 - 2020年、乱凪砂）
- 恋愛プリンセス 〜ニセモノ姫と10人の婚約者〜（ギルバート＝セルウィン）
- 蝶々事件ラブソディック（シドニー・ワトキンス）
- ゼノブレイド2（2017年 - 2018年、マルベーニ、ウモン）
- レイヤードストーリーズ ゼロ（アイギス、ナイトフォール、クレイオス）
- Code:Realize 〜白銀の奇跡〜（エイブラハム・ヴァン・ヘルシング）

2018年
- アナザーエデン 時空を超える猫（クロード）
- プリパラ オールアイドルパーフェクトステージ!（赤井めが兄ぃ）
- ペルソナ3 ダンシング・ムーンナイト（テオドア）
- ペルソナ5 ダンシング・スターナイト（テオドア）
- 真紅の焔 真田忍法帳（真田信繁）
- ブラッククローバー カルテットナイツ（ヤミ・スケヒロ）
- ゼノブレイド2　黄金の国イーラ（マルベーニ）
- 無双OROCHI 3（弁慶）
- ゲシュタルト・オーディン（影宮サクヒコ）
- 機動戦士ガンダム エクストリームバーサス2（2018年 - 2025年、ユウ・カジマ） - 4作品
- プレカトゥスの天秤（ウルフガング・アードレイ）
- アークザラッド R（シュウ、月光）
- ペルソナQ2 ニュー シネマ ラビリンス（テオドア）

2019年
- VARIOUS DAYLIFE（エルフリック・ドラクロワ）
- ヴァルキリーアナトミア -ジ・オリジン-（ゼフィロス）
- 私立ベルばら学園 〜ベルサイユのばらRe*imagination〜（羽鳥・ユース・アクセル）
- ドラゴンクエスト ライバルズ（マルチェロ）
- CODE VEIN（ジャック・ラザフォード）
- 幻奏喫茶アンシャンテ（凛堂香）
- ジョジョのピタパタポップ（2019年 - 2020年、テレンス・T・ダービー、レオーネ・アバッキオ）
- JUMP FORCE（グリムジョー・ジャガージャック） - DLC追加キャラクター

2020年
- ポケモンマスターズ（2020年 - 2021年、ククイ / ロイヤルマスク）
- Kick-Flight（グレンホーク）
- あんさんぶるスターズ!! Basic / Music（2020年 - 2024年、乱凪砂） - 2作品
- ファイナルファンタジーVII リメイク（ツォン）
- セイクリッドブレイド（ジェイク）
- ソードアート・オンライン アリシゼーション リコリス（ベルクーリ・シンセシス・ワン）
- AFK アリーナ（セイン）
- エリオスライジングヒーローズ（ヴィクター・ヴァレンタイン）
- キラッとプリ☆チャン（めが兄ぃ）
- ロックマンX DiVE（オメガ）
- ファンタジア・リビルド（ミラン・フロワード）
- ＃コンパス 戦闘摂理解析システム（HM-WA100 ニーズヘッグ）

2021年
- テラクラシック（ニコラス）
- BLAZBLUE ALTERNATIVE DARKWAR（レリウス＝クローバー〈BE〉）
- 共闘ことばRPG コトダマン（2021年 - 2023年、響凱、両面宿儺、馬狼照英、相澤消太）
- ブレイブリーデフォルトII（ダグ・ランページ）
- テイルズ オブ ザ レイズ（ヤミ・スケヒロ）
- MARS RED 〜彼ハ誰時ノ詩〜（前田義信）
- アカシッククロニクル〜黎明の黙示録（黒龍）
- 終末のアーカーシャ（ドラキュラ）
- 白夜極光（タキ）
- 未定事件簿（左京静真）
- クッキーラン: キングダム（ダークチョコクッキー）
- モンスターストライク（2021年 - 2025年、グリムジョー・ジャガージャック、牡丹、テレンス・T・ダービー、レオーネ・アバッキオ）
- テイルズ オブ アライズ（クロノス）
- 鬼滅の刃 ヒノカミ血風譚（響凱）
- ラグナドール 妖しき皇帝と終焉の夜叉姫（青龍）
- スーパーロボット大戦30（ルメス、アドヴェント）
- グランサガ（カルト）
- 千銃士: Rhodoknight（エルメ）
- アークナイツ（ウユウ）

2022年
- 刀剣乱舞無双（千子村正）
- 夢職人と忘れじの黒い妖精（セブン）
- ゲーム ドラえもん のび太の宇宙小戦争 2021（ドラコルル）
- ぷよぷよ!!クエスト（両面宿儺、跡部景吾）
- ジョジョの奇妙な冒険 オールスターバトルR（2022年 - 2023年、テレンス・T・ダービー、レオーネ・アバッキオ）
- ディスクロニア:クロノスオルタネイト（ケイス・トウザキ）
- ノーモア★ヒーローズ3（ソニック・ジュース）
- 機動戦士ガンダム U.C. ENGAGE（ユウ・カジマ）
- きらめきパラダイス（シュウ）
- ドラゴンクエスト トレジャーズ 蒼き瞳と大空の羅針盤（指導員ジャネマ、どくろだいじん族、ドラキー族、エリミネーター族、キングスライム族、ギガンテス族）
- モンスターハンターライズ サンブレイク（研究員バハリ）

2023年
- ファイアーエムブレム エンゲージ（ディアマンド）
- 機動戦士ガンダム アーセナルベース（ユウ・カジマ）
- ガーディアンテイルズ（クロード)
- アイドルランドプリパラ（赤井めが兄ぃ）
- スーパーロボット大戦DD（スティング・オークレー）
- 呪術廻戦 ファントムパレード（両面宿儺）
- リバース:1999（ミュオソティス）

2024年
- 鉄拳8（ラース・アレクサンダーソン）
- 呪術廻戦 戦華双乱（両面宿儺）
- ファイナルファンタジーVII リバース（ツォン）
- 銀河英雄伝説 Die Neue Saga（パウル・フォン・オーベルシュタイン）

2025年
- BLEACH Rebirth of Souls（グリムジョー・ジャガージャック）
- トライブナイン（Q）
- スカーレッドサルベーション（AI）
- 龍の国 ルーンファクトリー（カイ）
- RAIDOU Remastered: 超力兵団奇譚（佐竹健三）
- 崩壊:スターレイル（アーチャー）

### ドラマCD
- Aiデス・ガン 〜マリアージュは永遠の隣〜（アレス）
- 暁のヨナ シリーズ（ジェハ）
  - 暁のヨナ「緑龍編-ジェハ、登場-」※『花とゆめ』2013年18号付録[497]
  - 暁のヨナ「緑龍編-ジェハ、闘う-」※『花とゆめ』2013年20号付録[497]
  - 暁のヨナ 斉国編1 「寄せ集めの砦」[498]※『花とゆめ』2017年度18号
  - 暁のヨナ 斉国編2 「君のもとへ」[498]※『花とゆめ』2017年度19号
- 悪魔城ドラキュラX 追憶の夜想曲（マグヌス）
- 悪役令嬢は隣国の王太子に溺愛される（キース[499]）※コミックス第7巻ドラマCD付き限定版
- あまつき シリーズ（梵天）
  - あまつき 春に雷、花に風
  - あまつき 破礼講の宴
  - あまつき 犬神と姫神
  - あまつき 大収穫祭
  - アニメ化記念『あまつき』ナビゲートCD
  - TVアニメーション「あまつき」ドラマCD 第一 - 五巻
- アラビアンズ・ロスト シリーズ（スチュアート＝シンク）
- アルトネリコ2 世界に響く少女たちの創造詩 シリーズ（チェスター・ル・ウィノア）
  - アルトネリコ2〜世界に響く少女たちの創造詩〜ドラマCD Vol.3 SIDE ジャクリ
  - アルトネリコ2〜世界に響く少女たちの創造詩〜ドラマCD Vol.4 SIDE Extra
- イケベン! 〜池澤くんと愉快な仲間たち〜 シリーズ（黒田法正）
- イケメン☆アルバム〜AIRGroup シリーズ（濱崎）
  - イケメン☆アルバム〜AIRGroup <Club ALL編>
  - イケメン☆アルバム〜AIRGroup <Club AAA編>
  - イケメン☆アルバム〜AIRGroup <Club AIR PRECIOUS編>
  - イケメン☆アルバム〜AIRGroup <Club AI＄編>
  - イケメン☆アルバム〜AIRGroup <Club AIR GRACE編>
- イケメン大奥シリーズ（蔵之丞）
  - イケメン大奥 ドラマCD 第一巻 鷹司編
  - イケメン大奥 ドラマCD 第二巻 永光編
  - イケメン大奥 ドラマCD 第三巻 蔵之丞編
  - イケメン大奥 ドラマCD 第四巻 春日局編
- いざ、出陣!恋戦 シリーズ（織田信長）
  - いざ、出陣!恋戦 ドラマCD 〜月下美人がみる夢は〜
  - いざ、出陣!恋戦 ドラマCD 〜赤い椿白い椿と〜
- ヴァンパイア騎士 シリーズ（架院暁）
- 浮雲亭物語 シリーズ（くもじ〈二つ目〉）
  - 浮雲亭物語 三席 父を尋ねて三千里。〜エロと情熱のあいだ〜篇
  - 浮雲亭物語 四席 新春!浮雲亭大喜利〜おやじの一番長い日〜篇
- うたの☆プリンスさまっ♪ シリーズ（神宮寺レン）
  - うたの☆プリンスさまっ♪ ドラマCD vol.1
  - うたの☆プリンスさまっ♪ キャラクタードラマCD 音也&トキヤ
  - うたの☆プリンスさまっ♪ キャラクタードラマCD 真斗&レン
  - うたの☆プリンスさまっ♪ キャラクタードラマCD 那月&翔
  - うたの☆プリンスさまっ♪ SSディスク
- E'S vol.2 見えざる茨の咎人（レオニード＝モニオ）
- SSG〜名門男子校血風録〜（千石尊[500]）※原作第1巻ドラマCD付き特装版
- S.Y.K 〜新説西遊記〜 シリーズ（悟空）
  - S.Y.K 〜新説西遊記〜 ドラマCD 「奪え!伝説のゴマ団子! 〜高級安眠枕も忘れるな〜」
  - S.Y.K 〜新説西遊記〜 ドラマCD 〜曼珠沙華の夢はなびら、塵となり〜
- Eternal Guardian〜聖戦士伝説〜 シリーズ（デュラン）
- L.G.S 〜新説 封神演義〜 ドラマCD 〜おいでませ妲己島、真夏のリゾート三本勝負!〜（蘇妲己[501]）
- エレメンタル ジェレイド（サンウェルド）
- 桜蘭高校ホスト部 シリーズ ドラマCD版（鳳鏡夜）
- お天気戦隊ハウウェザーシリーズ〈クモリ〉）
- 親指からロマンス（春海千歳）
- 俺たちに翼はない 3rd Season 特別編（成田隼人）
- オレンジハニー シリーズ（芝崎比呂人）
  - オレンジハニー 〜きみの好きまであと少し〜
  - ボクキミ☆I LOVE YOU!!
  - オレンジハニー Graduation〜サヨナラ大好きなキミ
  - オレンジハニー 不器用な僕らとイタズラな雨
- カーニヴァル シリーズ（黒白）
  - カーニヴァル リノル
  - カーニヴァル 煙の館
- 鏡のお城のミミ（ジャン=バティスト）
- かげきしょうじょ!! Blu-ray 第2巻スピンオフドラマ「ファントム」（安道守）
- ガッツバトラーG（皇帝ヌル、ナレーション）※総監督・脚本
- 神様はじめました ドラマCD「鬼神と野狐の戯れ」（悪羅王[502]）
- KAMUI（ハイド）
- かりん シリーズ（真紅煉）
  - 「かりん」サウンドトラック&ドラマアルバム
  - 「かりん」ボーカル&ドラマアルバム
- ガンパレード・オーケストラ シリーズ（野口直也）
- 逆境ナイン（ハギワラリョウ）
- GANGSTA.（ウォリック[503]）
- 〜鏡花あやかし秘帖〜 夜叉の恋路（泉鏡花）
- 禁断☆放課後の恋人 〜始まりのチャイム〜（深國明彦）
- 吟遊黙示録マイネリーベ ドラマCD3「策略の彼方」（マクシミリアン）
- クローバー（村岡遼）
- 黒子のバスケ DRAMA THEATER 2nd GAMES「それがボクたちのバスケです」（青峰大輝）
- 黒執事 華麗なるドラマCD（葬儀屋〈アンダーテイカー〉）
- 黒薔薇アリス（マクシミリアン）
- 激☆店 シリーズ（店長〈新店長〉）
  - 激☆店 THE CD 〜松本家のとん汁〜
  - 激☆店THEドラマCD 夏の蔵出し新作特別版
- 恋してキャバ嬢 デートCD Vol.2（如月司）
- 鋼鉄三国志 シリーズ（甘寧興覇）
  - 鋼鉄三国志 外史想歌 第一伝〜思慕〜
  - 鋼鉄三国志 外史想歌 第二伝〜六駿〜
- 江〜戦姫〜（茶々）
- 極上生徒会 極上ドラマ&極上サウンドトラック Vol.1（千葉ケン）
- 再現戯曲CDシリーズ(1)モスラ'61（若手記者2）
- サモンナイトX 〜Tears Crown〜 暁天の焔 前編・後編（ファング）
- 三千世界の鴉を殺し シリーズ（ルシファード・オスカーシュタイン）
- ZIG☆ZAG（桐原苑生）
- 失恋ショコラティエドラマCD Vol.2（六道誠之助）
- シャイニング・フォース フェザー（シュウホウ）
- 12人の優しい殺し屋 シリーズ（日下部春流）
  - 12人の優しい殺し屋 INTRODUCTION
  - 12人の優しい殺し屋 Wish：Emerald
- 少年陰陽師 風音編 シリーズ（榎笠斎）
  - 少年陰陽師 風音編 第二巻「六花に抱かれて眠れ」
  - 少年陰陽師 風音編 第三巻「黄泉に誘う風を追え」
  - 少年陰陽師 風音編 第四巻「焔の刃を研ぎ澄ませ」
- 紳士同盟†（東宮閑雅→東宮高成）
- switch シリーズ（比企真孝）
  - switch〜スイッチ
  - switch〜スイッチ Vol.2 DS編
  - switch〜スイッチ Vol.3 MP編
- Starry☆Sky 〜in winter〜 星的大掃除浪漫譚（白銀桜士郎）
- スターオーシャン5 -Integrity and Faithlessness-（エマーソン・T・ケニー）
- スタミュ（鳳樹）
  - ファーストドラマCD「☆☆永遠★STAGE☆☆」
  - セカンドドラマCD「Second STAGE」
- バラエティドラマCD 絶対迷宮グリム 〜七つの鍵と楽園の乙女〜 〜危険な魔法の毒林檎!?〜（いばらの王子）
- セイント・バトラーズ 菫の大公と黒の家令（レイアティーズ）
- 07-GHOST シリーズ（フラウ）
  - 07-GHOST 神様に届く恋文
  - 07-GHOST〜第7区〜
  - 07-GHOST〜ミカエル〜
  - 07-GHOST〜ハウゼン家〜
  - アニメ 07-GHOST ドラマCD 第1・2巻
- 戦国武友伝 参の巻 〜魚水の契り〜（上杉喜平次景勝）
- ZOMBIE-LOAN シリーズ（芝怜一朗）
  - ZOMBIE-LOAN〜ゾンビローン 新章-INTERMISSION-
  - ZOMBIE-LOAN キャラクターアルバム
- 超♡モテ期 シリーズ（鈴木誠）
  - 超♡モテ期 〜わたし、どうしたらいい?〜 今だけラジオ!!
  - 超♡モテ期 〜わたし、どうしたらいい?〜 合コン編
- ちょこっとヒメ（千鳥）
- ちょびっツドラマCD chapter.5 ちぃ 探し回る（小島良由起）
- 天下一★戦国LOVERS バラエティCD -奥州の月-（伊達成実）
- 転生八犬士 封魔録 ドラマCD 〜新たなる影〜（矢尾春輔）
- DOLLS（桜澤時生）
- 東海道HISAME-陽炎- シリーズ（孔雀院斎）
  - 東海道HISAME-陽炎-
  - 東海道HISAME-陽炎- 千子村正編
  - 東海道HISAME-陽炎- 高野山激闘編
- TOKYOヤマノテBOYS シリーズ（濱田慎之介）
  - TOKYOヤマノテBOYS RED HOT ICE CREAM
  - TOKYOヤマノテBOYS 〜Secret.3〜 ナイショの誘惑王子（セクシープリンス）
- 「刻の男組（ときのスーパーヒーロー）」 シリーズ
  - 「刻の男組（ときのスーパーヒーロー）」第1弾「イケメン☆桃太郎」（鬼〈ウラ〉&ナレーション）
  - 「刻の男組（ときのスーパーヒーロー）」第2弾「ヘタレメ☆浦島太郎」（亀）
  - 「刻の男組（ときのスーパーヒーロー）」第3弾「ナルシー☆金太郎」（源頼光）
  - 「刻の男組（ときのスーパーヒーロー）」第4弾「チビッコ☆一寸法師」（源貞義）
- ドラゴノーツ ドラマ&キャラクターソングvol.1（ギオ）
- 鳥籠学級（文披陸）
- ドントクライ、ガール（陣内）
- ナデプロ!! シリーズ（石橋純一郎）
- 隠の王 シリーズ（清水雷光）
- Hybrid Child（瀬谷壱）
- 獏狩り シリーズ
  - 獏狩り 〜夢桜篇〜（満長）
  - 獏狩り 〜神和篇〜（傀）
- √HAPPY+SUGAR=DARLIN 5th（藤家真聡[504]）
- TVアニメーション「破天荒遊戯」ドラマCD 第1巻 断罪の緋き花よ咲け（嘯月）
- 花宵ロマネスク シリーズ（宝生桔梗）
  - 花宵ロマネスク 薫り降る濡れた空
  - 花宵ロマネスク キミの金色僕の紺碧
  - 花宵ロマネスク 落ちる吐息に染まるバラ
  - 花宵ロマネスク みんなのぷちロマ劇場第一、二巻
  - 花宵ロマネスク 罪の果実と僕と羽
  - 花宵ロマネスク かなしいミルクティー
  - 花宵ロマネスク だから僕は 君を愛せない
  - 花宵ロマネスク 三日月は空に残した僕らの傷痕
  - 花宵ロマネスク さよなら遠い日の花々
  - 花宵ロマネスク あの雲に手が届くなら
  - 花宵ロマネスク 今日の日をありがとう
- 遙かなる時空の中で5 夜明け前 壱・弐（天海）
- パレドゥレーヌ シリーズ（黒貴族）
  - パレドゥレーヌ Platinum Disc“Rosso” 前編「騎士道へのオマージュ」
  - パレドゥレーヌ Platinum Disc“Blu” 後編「剣へのオマージュ」
- ハロウィン+タウン（六堂悠大）
- PandoraHearts ドラマCD1 CDドラマシアター『ベザリウス学園の悪夢』（レイム＝ルネット）
- PEACE MAKER 鐵 シリーズ（吉田稔麿）
  - PEACE MAKER 鐵 第壱巻 -剣-
  - PEACE MAKER 鐵 第参巻 -忍-
  - PEACE MAKER 鐵 第四巻 -道-
  - PEACE MAKER 鐵 第伍巻 -時-
- 美女と野獣〜星の首飾り〜（野獣）
- BUS GAMER シリーズ（中条伸人）
- VitaminZ シリーズ（加賀美蘭丸）
  - VitaminZ ドラマCD -Part.1- 〜Dokidokiびたみん♪ 君と一晩すぺくたくる〜
  - VitaminZ ドラマCD -Part.2- 〜Haraharaびたみん♪ 恋はいつでもすりりんぐ〜
  - VitaminX-Z・カクテルビタミン1 〜真田と加賀美 君はリトルプリンセス〜
- ファイブ シリーズ（清水トシ）
- ファタモルガーナの館III 〜あなたに寄り添う音の物語 銑鉄の章〜（ヤコポ・ペアルザッティ[505]）
- ファンタジー彼氏 シリーズ（キャプテン・フック[506]）
  - アニメイトで聞きました! ファンタジー彼氏 〜Dive into Fairy Story〜 Vol.1 ピーターパン from 『ピーターパン』
  - アニメイトで聞きました! ファンタジー彼氏 〜Dive into Fairy Story〜 Vol.2 キャプテン・フック from 『ピーターパン』
- Fate シリーズ（アーチャー）
  - まほうつかいの箱 〜赤いケータイさん〜 ※『コンプティーク』2010年11月号付録
  - Fate/hollow ataraxia ドラマCD あるいは怪物という名の食卓 ※『コンプティーク』2014年8月号付録
  - Fateクロスオーバー アンソロジードラマCD バタフライ エフェクト ※『TYPE-MOONエース』VOL.10付録
- FOOKIES シリーズ（櫻井蓮、忍者犬ジュンイチ〈黒犬〉）
  - FOOKIES 1 - 10
  - FOOKIES EVOLUTION 1 - 3
- 封殺鬼 シリーズ（志島弓生、雷電）
  - 封殺鬼I 〜鬼族狩り〜
  - 封殺鬼II 〜ぬばたまの呪歌〜
  - 封殺鬼III 〜ぬばたまの呪歌・弐〜
  - 封殺鬼IV 〜邪神は嗤う〜
  - 封殺鬼V 〜紺青の怨鬼〜
  - 封殺鬼VI 〜闇常世〜
  - 封殺鬼VII 〜修羅の降る刻〜
  - 封殺鬼VIII 〜鳴弦の月〜
- ふしぎ工房症候群 シリーズ
  - ふしぎ工房症候群〜ドラマCD版 第3弾〜「女性恐怖症なおします」（彼）
  - ふしぎ工房症候群〜ドラマCD版 第5弾〜「君はダレ?」（僕）
- フラワーショップへようこそ 〜月下美人の囁き〜（御園生葵）
- BROTHERS CONFLICT ドラマCD 兄弟（おれ）たちの日常（朝日奈要）
- プリンス・オブ・ストライド シリーズ（久我恭介）
  - プリンス・オブ・ストライド オーディオドラマ MY FIRST LOVE Vol.5　久我恭介＆桜井奈々[507]
  - TVアニメ「プリンス・オブ・ストライド オルタナティブ」オーディオドラマ TAKE A DAY OFF[508]
- BLAZBLUE ドラマCD 「THE WHEEL OF FORTUNE 〜運命の輪〜」（レリウス＝クローバー）
- V・B・ローズ シリーズ（黒峰巳艶）
- ペルソナ3 ポータブル Vol.1（テオドア）
- 僕たちのスイートドラゴン（魔術師ビズ）
- B.O.D.Y（藤竜之介）
- マイカレ2（和泉祥英）
- 真剣で私に恋しなさい!! ドラマCD Vol.2（源忠勝）
- マジナ! シリーズ（嘉代由惟樹）
  - マジナ! voice-MIX 〜コーライト〜
  - マジナ! voice-MIX 〜ソーダライト〜
  - マジナ! voice-MIX 〜フローライト〜
- TVアニメーション 魔探偵ロキ RAGNAROK ドラマCD1（風守）
- 真夏の夜の夢（イジアス、ナレーション）
- ドラマCD マフィアな★ダーリン（有馬郁人）
- 魔法遣いに大切なこと シリーズ（小山田雅美）
  - 魔法遣いに大切なこと あなたに会えて良かった
  - 魔法遣いに大切なこと TRICOLORE DREAMS
- Mr.FULLSWING シリーズ（屑桐無涯）
- 名作文学（笑）VSシリーズ ラビットVSタートルズ（ウサギ）
- 覚醒のハーミット〜覚醒の章〜 前篇・後篇（石川拓真）
- モノクロ少年少女（獅子尾姫菱）
- モノクローム・ファクター シリーズ（白銀）
- やさしい竜の殺し方 シリーズ（炎烈王セファイド、ナレーション）
- 屋根裏の散歩者（黒井武明）
- 楽園ルウト（劉）
- Rust Blaster（カイン・ヴァン・エンヴリオ）
- ラブ★コン ドラマCD（舞竹国海〈マイティ〉）
- ラブ★コン DVD BOX volume.2 bonus CD（舞竹国海〈マイティ〉）
- ラブモンスター（幻堂灰音）
- Landreaall シリーズ（ライナス・カディス）
  - Landreaall
  - Landreaall 2 アカデミー七不思議
  - Landreaall 3 アカデミー芸術祭
  - Landreaall ミュージアム・バルへようこそ
- LIP ON MY PRINCE VOL.3 アサヒ 〜さわやかな風のKISS〜（那雲旭[509]）
  - MOTTO♥LIP ON MY PRINCE VOL.1 アサヒ 〜あぶない風のKISS〜（那雲旭[510]）
- レイスイーパー（裁）
- 恋愛上等イケメン学園シリーズ（梅咲夏男）
  - 恋愛上等イケメン学園
  - 恋愛上等イケメン学園 2 -さよなら冴島先生-
- レンタルマギカ シリーズ（猫屋敷蓮）
  - webラジ voice theater「レンタルマギカ」魔法使いの宴
  - webラジ voice theater「レンタルマギカ」魔法使いのススメ
  - TVアニメーション「レンタルマギカ」スペシャルアルバム THE 縁起物〜聴くと幸福になれる（かも）CD
  - 「レンタルマギカ」Special Gift「愛のアルバム〜for♂」
  - 「レンタルマギカ」Special Gift「愛のアルバム〜for♀」
- バトルスピリッツシリーズ
  - バトスピ大好きスペシャルデッキ&ドラマセット 「ロロとトリックスターの異界見聞録」（語り）
  - バトスピ大好きスペシャルデッキ&ドラマセット2 ドラマCD「異界見聞録 完結編」（語り、MCギンガー）
  - バトルスピリッツ ソードアイズ DVD-BOX ドラマCD「熱き想いのゆくえ ハクア対キザクラ！」（ブリンガー[511]）
  - 最強銀河 究極ゼロ 〜バトルスピリッツ〜 ドラマCD（DVD-BOX特典）（流れ星のキリガ[512]、ナレーター、ブリンガー）
  - バトルスピリッツ ダブルドライブ オリジナルドラマCD「究極! 試練の三番勝負!」（サンドラット[513]）

### BLCD
- 愛なんて食えるかよ（三橋和成）
- 婀娜めく華、手折られる罪 花降楼シリーズ第四弾（御門春仁）
- アニマムンディ 終わりなき闇の舞踏 vol.2 暗黒編 〜結社の狂宴〜（フランシス・ダッシュウッド）
- 甘い罪の果実（結城省吾）
- アンバサダーは夜に囁く（アレックス）
- 異国色恋浪漫譚  第一幕・第二幕（アルベルト・ヴァレンティアノ）
  - 異国色恋浪漫譚〜さすらい銀次の慕情編〜
- インテグラ（ライアン）
- ウソつきの聖約 魔王シリーズ 2（椎頼）
- ウワサの二人（櫻井）
- 男・色茶屋（加賀）
- カジノ・リリィ（アントニー・モンテ・カルロ）
- 金さえあれば!（赤城義克）
- 気まぐれシェフの恋のレシピ（遠藤）
- 教師も色々あるわけで 1・2（多岐川恭）
  - 最恐教師 〜教師も色々あるわけで〜（多岐川恭）
- キレパパ。1 - 3（二条翔）
- 黒豹の騎士〜美しき提督の誘惑〜（来栖牙）
- 恋泥棒を捜せ!（マーク・スペンサー）
- 高慢な天使と紳士な野蛮人（猪狩哲司）
- 皇林学院シリーズ 3 セクシーボイスで囁いて（高梨勝夫）
- さあ 恋におちたまえ 1 - 5（結城尚也）
- 砂漠の花婿は金融王（ユースフ）
- 歯科医は愛を試される（花崎桂史郎）
- 時間軸 2 罪な約束（本宮秀紀）
- しのぶこころは（柊）
- シャルル&ハルキシリーズ コーリング・ユー（シャルル・アジャン）
  - シャルル&ハルキシリーズ パパラチアン・パラダイス
- STEAL YOUR LOVE（不動師眞）
- 清澗寺家シリーズ 3 せつなさは夜の媚薬（クラウディオ）
  - 清澗寺家シリーズ 6 終わりなき夜の果て
- 星陵最恐物語（日下部糸月）
- 電光石火BOYS（半田耀司）
- ときめき古城ロマンス 伯爵はラブゲームがお好き（アドルフォ）
- 虜にさせるキスをしよう（芹沢将臣）
  - 虜にさせるキスをしよう 2 そのくちびるで惑わせて
  - まなざしのレジスタンス（芹沢将臣）
- 名も無き鳥の飛ぶ夜明け（主天使サリエル）
- 猫かぶりの君 〜復讐編〜（南部海斗）
- Hybrid Child（瀬谷）
- はじめての痴漢電車（椎名司）
- 花降楼シリーズ第五弾 華園を遠く離れて〜弄花〜（御門春仁）
- 春を抱いていた 5・8（カルロ）
- 薔薇の砂漠（ミカル・イブン・イスハーク）
- 薔薇の名前（瀬名勇）
- 秘めた恋情を貴方に（ラウル・ヴィルヘルム・ヴィクセル）
- 不確かなシルエット（加勢原怜司）
- FLESH&BLOOD 1 - 21（ジェフリー・ロックフォード）
- BOYS LIFE 完全版＋BOYS LIFE〜2人のその後の日常〜（叶瑞木）
- 魔王シリーズ ずっとあなただけ（椎頼）
  - 魔王シリーズ 3 ワガママな福音
- みずき先生 危機一髪!（高木章嗣）
- メールボーイ 1・2（柏崎淳裕）
- LOVE MODE ホスト編（雨谷誠一）
- 恋愛協定〜抜け駆けナシ!（小林龍二）
- 恋愛トラップ（日高紘司）
- わりとよくある男子校的恋愛事情（古谷隆介）

### オーディオ・ボイスドラマ
- 蟲愛づる姫君（2021年、楊鍠牙[514]）
- 五十嵐くんと中原くん（2021年、五十嵐桜[515]）

### ラジオドラマ
- LF 松浦亜弥のオールナイトニッポン 「水餃子ちゃん」（エビチリ大臣）
- 悪魔城ドラキュラX 追憶の夜想曲（マグヌス）

### デジタルコミック
- VOMIC 悪魔とラブソング（2008年、目黒伸）
- VOMIC センセイ君主（2013年、弘光先生）
- TERRACE HORSE THE COMIC（2019年、真入千六[516]）
- パリピ孔明（2020年、諸葛孔明[517]）
- まったく最近の探偵ときたら（2021年、名雲桂一郎[518]）
- 末永くよろしくお願いします（2022年、葛霧清水[519]）
- 亜人ちゃんは語りたい（2023年、高橋鉄男[520]）

### 吹き替え

#### 担当俳優
コン・ユ
- トッケビ〜君がくれた愛しい日々〜（2018年、トッケビ / キム・シン）
- 82年生まれ、キム・ジヨン（2021年、チョン・デヒョン）
- イカゲーム（2021年 - 2024年、謎の男 / スカウトマン / ヤン・ボクナム）
- SEOBOK/ソボク（2021年、ミン・ギホン）
- 静かなる海（2021年、ハン・ユンジェ）
- ワンダーランド: あなたに逢いたくて（2024年、ペ・ソンジュン）
- トランク（2024年、ハン・ジョンウォン）

トム・ハーディ
- ソニーズ・スパイダーマン・ユニバース（2018年 - 2024年、エディ・ブロック）
  - ヴェノム
  - ヴェノム:レット・ゼア・ビー・カーネイジ
  - スパイダーマン:ノー・ウェイ・ホーム
  - ヴェノム:ザ・ラストダンス

-  ハボック（2025年、パトリック・ウォーカー）

レイ・フィッシャー
- DCエクステンデッド・ユニバース（2017年 - 2021年、ビクター・ストーン / サイボーグ）
  - ジャスティス・リーグ
  - ジャスティス・リーグ:ザック・スナイダーカット

- REBEL MOON: パート1 炎の子（2023年、ダリアン）

#### 映画
- アンビュランス（ウィリアム・シャープ〈ヤーヤ・アブドゥル＝マティーン2世〉）
- IT/イット THE END “それ”が見えたら、終わり。（リッチー・トージア〈ビル・ヘイダー〉[535]）
- ウエスト・サイド・ストーリー（ベルナルド〈デヴィッド・アルヴァレス〉[536]）
- エクソシスト 信じる者（ヴィクター・フィールディング〈レスリー・オドム・Jr〉[537]）
- クライム・スピード（ジェームズ・ケリー〈ヘイデン・クリステンセン〉[538]）
- グリーンブック（ドクター・ドナルド・シャーリー〈マハーシャラ・アリ〉[539]）
- 結婚式の後で（ジホン〈シン・ソンウ〉）
- 白雪姫（魔法の鏡[540]）
- 死霊のえじき（ロバート・リックルス〈ラルフ・マレロ〉[541]）※BD版
- スーパーマン（ミスター・テリフィック〈エディ・ガテギ〉[542]）
- ダークナイト（ジョナサン・クレイン / スケアクロウ〈キリアン・マーフィー〉）※テレビ朝日版
- タイタンの戦い（アポロ〈ルーク・エヴァンス〉）※テレビ朝日版
- ダンジョンズ&ドラゴンズ/アウトローたちの誇り（死体ヴェン[543]）
- チェンナイ・エクスプレス 〜愛と勇気のヒーロー参上〜（ラーフル〈シャー・ルク・カーン〉[544]）※ファミリー劇場版
- でっかくなっちゃった赤い子犬 僕はクリフォード（ピーター・ティエラン〈トニー・ヘイル〉[545]）
- トゥームレイダー ファースト・ミッション（マサイアス・ヴォーゲル〈ウォルトン・ゴギンズ〉[546]）
- ドクター・ドリトル（ウサギ[547]）
- ナイト・オブ・ザ・リビングデッド（ベン〈デュアン・ジョーンズ〉[548]）
- バービー（ケン〈キングズリー・ベン＝アディル〉[549]）
- バルト大攻防戦（青年将校、ナレーション）
- ブルー きみは大丈夫（美術教師[550]）
- ブルークラッシュ2（ジョエル）
- ベストマン -シャイな花婿と壮大なる悪夢の2週間-（ブロンステイン / ディッカーソン / トーマス）
- マーベル・シネマティック・ユニバース
  - スパイダーマン:ホームカミング（ハーマン・シュルツ / ショッカー〈ボキーム・ウッドバイン〉[551]）
  - エターナルズ（ブレイド）
- マトリックス レザレクションズ（モーフィアス〈ヤーヤ・アブドゥル＝マティーン2世〉[552]）
- 別れる決心（チャン・ヘジュン〈パク・ヘイル〉[553]）
- ボルテスV レガシー（2024年、プリンス・ザルドス[554]、皇帝ザンジボル[555]）

#### ドラマ
- iCarly
- 愛の不時着（チョ・チョルガン〈オ・マンソク〉[556]）
- 風の国 -The Land of Wind-（ムヒュル〈無恤〉〈ソン・イルグク〉）
- ザ・コンチネンタル:ジョン・ウィックの世界から（ウィンストン・スコット〈コリン・ウッデル〉[557]）
- ザ・ネバーズ（ヒューゴ・スワン〈ジェームズ・ノートン〉[558]）
- スター・ウォーズ:アコライト（ソル〈イ・ジョンジェ〉[559]）
- 西洋骨董洋菓子店（スヨン / 小早川千影〈チェ・ジホ〉）
- 捜査官カタリーナ・フス（ダリウス〈カルド・ラザーディ〉[560]）
- 鉄の王 キム・スロ（ソク・タレ〈イ・ピルモ〉）
- デッドウォーター・フェル〜虚像に殺された家族〜（スティーヴ・キャンベル〈マシュー・マクナルティ〉[561]）（全4話）
- ナース・ジャッキー3（ジョセフ）
- ノーベル〜戦火の陰謀〜（ヨハン・ルート〈クリスティアン・ルーベク〉）
- ハウス・オブ・ザ・ドラゴン（クリストン・コール〈ファビアン・フランケル〉[562]）
- フライト・アテンダント（バックリー〈コリン・ウッデル〉[563]）
- マーズ 火星移住計画（ドクター・ポール・リチャードソン）
- レイズド・バイ・ウルブス/神なき惑星（マーカス〈トラヴィス・フィメル〉[564]）
- ロスト・シンボル（ロバート・ラングドン〈アシュリー・ズーカーマン〉[565]）

#### アニメ
- アーリーマン 〜ダグと仲間のキックオフ!〜（ジャージェンド[566]）
- 整形水（ジフン[567]）
- 天官賜福（裴茗[568]） - 2シリーズ[一覧 86]
- トランスフォーマー アニメイテッド（センチネル[569]）
- トランスフォーマー/ONE（センチネルプライム[570]）
- バットマン:ブレイブ&ボールド（ファントム・ストレンジャー、アブラ・カタブラ）
- パウ・パトロール ザ・ムービー（マーティ・マックレーカー[571]）
- パウ・パトロール ザ・マイティ・ムービー（ラジオDJ[572]）
- 烈火澆愁（肖征 / シャオ・ジョン[573]）

#### その他の吹き替え
- The Wine Show -極上のワインに魅せられて-（マシュー・グード〈本人〉[574]）※ボイスオーバー
- トップガン マーヴェリック 吹替版メイキング映像（ジョセフ・コシンスキー〈本人〉[575]）

### 特撮
- ビーファイターカブト（1996年、灼風獣ザーストの声）
- 仮面ライダーシリーズ
  - 仮面ライダークウガ（2000年、ラジオDJ）
  - 仮面ライダーエグゼイド（2016年 - 2018年、ナレーション[576]、天ヶ崎恋〈一部音声〉[577] / ラヴリカバグスターの声、ガシャット音声、バグルドライバーII音声） - 3作品[一覧 87]
- スーパー戦隊シリーズ
  - 侍戦隊シンケンジャー（2009年、アヤカシ・ウシロブシの声）
  - 特命戦隊ゴーバスターズ（2012年、チューバロイドの声、チューバロイド2の声）
  - 烈車戦隊トッキュウジャー（2014年、ランプシャドーの声[578]）
  - 爆上戦隊ブンブンジャー（2024年 - 2025年、デコトラーデの声[579]） - 3作品[一覧 88]
- ウルトラシリーズ
  - ウルトラギャラクシーファイト（2020年 - 2022年、アブソリュートタルタロスの声[580]） - 2シリーズ[一覧 89]
  - ウルトラマントリガー NEW GENERATION TIGA（2021年、アブソリュートタルタロスの声）
  - ウルトラマンレグロス（2023年、アブソリュートタルタロスの声）

### テレビドラマ
- ACMA:GAME アクマゲーム（2024年、ガドの声[581]）

### パチンコ・パチスロ
- デビルサバイバー2 最後の7日間（ヤマト〈峰津院大和〉）
- パチスロ GATE（伊丹耀司）

### ラジオ
※はインターネット配信。
- COSMIC HEAT ISLAND
- COSMIC BOOMBOOM STREET（STARdigio）
- SOUND EDIT（JFN系）
- 生命保険なるほど教室（TBSラジオ）
- 諏訪部順一の電気人間エルパソ（モバイル文化放送）
- テニスの王子様 オン・ザ・レイディオ（2003年 - 2010年、文化放送）マンスリーパーソナリティ
- 集英学園乙女研究部（2003年 - 2005年、文化放送・朝日放送）
- ファミリー文化放送スペシャル2003‐2004 第6部「A&G年またぎの夢を見よう!アゴましておめでとう」（2003年、文化放送・BBQR※）
- インターチャネルプレゼンツ「祝100タイトル達成 諏訪部順一のグッドバイからはじめよう」（2005年、ラジオ大阪）
- 超! mobile A&G Presents「諏訪部順一の電気人間エルパソ ニャンニャン」（2005年、文化放送・BSQR※）
- 集英学園乙女研究部（ ）（2005年 - 2008年、文化放送・朝日放送）
- アニプレックスアワー ハガレン放送局（2005年、ラジオ大阪・文化放送）マンスリーパーソナリティ
- 月刊男前通信「月刊諏訪部順一」（モバイル文化放送※）
- RADIO アラビアンズ・ロスト（2006年、ラジオ関西）
- ラジオ・レンタルマギカ 〜魔法使い、しゃべります!（2006年、webラジ※）
- 俳協 45th ANNIVERSARY 「Party Radio」（2006年、BEAT☆Net Radio!※）
- ロンハールーム（旧工口×工口）（2007年 - 、ラジオ関西）
- BLEACH “B” STATION（2007年、ラジオ大阪・文化放送）マンスリーパーソナリティ
- ラジオ・レンタルマギカ〜魔法使い、もっともっとしゃべります!（2007年 - 2008年、webラジ※）
- 素敵ラジオ☆ラビリンス（2008年、音泉※）
- あまつき やみつき ラジオ（2008年、アニメイトTV※）
- 集英学園大学 マン研（2008年 - 2009年、文化放送）
- ヴァンパイア騎士 黒主学園放送部（2008年、音泉※）週替わりパーソナリティ
- 隠の王 WEBラジオ 灰狼衆編「灰狼衆にいらっしゃい」（2008年 - 2009年、公式サイト内※）
- シャイニング・フォース フェザー 〜フォースMAX全開ラジオ〜（2008年 - 2009年、アニメイトTV※）
- 超！Mobile A&G presents 諏訪部順一の生放送！（2009年 - 2018年、超!A&G+※）
- Fate/stay tune UNLIMITED RADIO WORKS（2009年 - 2010年、音泉※・アニメイトTV※）
- ラジオ おとこぐみ 〜L.A〜（2010年、アニメイトTV※）
- Starry☆Sky 〜星月学園新聞部〜（2010年 - 2012年、アニメイトTV※）
- 妄想エステ スペシャル（2011年、HiBiKi Radio Station※）
- 文化放送モバイルplus presents バトスピ大好き声優の生放送！（2011年 - 2018年、超!A&G+※）
- 新テニスの王子様 オン・ザ・レイディオ（2014年 - 、文化放送）マンスリーパーソナリティ
- 諏訪部順一・西田雅一の覚醒チューン!（2014年 - 2018年、超!A&G+※・AG-ON Premium※）
- GATE 自衛隊 彼の地にて、斯く戦えり〜アルヌス放送局〜（2015年 - 2016年、HiBiKi Radio Station※）
- 僕のマネーがマネーがこんなに増えるわけがないっ!  (2018年 - 2019年、超!A&G+※ )[582]
- &CAST!!!アワー ラブナイツ!（2018年 - 2020年、文化放送、&CAST!!!※）[583]
- ぷれざんまい（2019年、文化放送、超!A&G+※）[584]
- 世話やきキツネの仙狐さん〜仙狐さんと中野くんのモフモフアワー〜（2019年、音泉※）[585]
- 歌舞伎町シャーロック〜パイプキャットラジオ〜（2019年 - 2020年、音泉※）[586]
- GREAT PRETENDER 〜詐欺師の宴〜（2020年、音泉※）[587]
- 諏訪部順一の週刊オジサーチ（2021年 - 2022年、ポッドキャスト※）
- 諏訪部順一×石原慎也『Voice Pallet』（2022年、MBSラジオ）

### ラジオCD
- 悪魔城ドラキュラ ラジオクロニクル
- AZUのラジオ2007年4月はサクっ!
- アニたまどっとコム presents 真夏のリレートークCD
- DJCD あまつき やみつき ラジオ 第一、二巻
- アラビアンズ・ロスト ラジオ&ドラマCD vol.1 - 3
- 工口×工口 シリーズ
  - 夜の通信教育講座 左右×左右 基本プログラム
  - 今までの工口×工口 全部入り 壱、弐、参、四
  - 夜の通信教育講座 左右×左右 応用プログラム
  - 夜の通信教育講座 左右×左右 究極プログラム
  - ロンハールーム 全部入り 1〜10
  - ロンハーEXPO CD 01〜09
- 集英学園乙女研究部 スペシャル
- 12人の優しい殺し屋 side R part 2
- 少年陰陽師 ラジオCD 第六巻 彼方に放つ声をきけ〜略して孫ラジ
- DJCD Starry☆Sky 〜星月学園新聞部〜 第1巻
- 声優ラジオda! よつラジGOGO!! Act.6
- DJCD 07-GHOST the world vol.2
- 高田広ゆきラヂヲシティホール 中野駅南口から徒歩8分
- テニスの王子様 オン・ザ・レイディオ（2003年4月・9月、2005年4月、2006年3月・10月）
- 伝説のドリンク「伝説の勇者の伝説のラジオ」コミックマーケット78限定 スペシャルクエスト
- 伝説の勇者の伝説のラジオ おまとめ盤 1
- TOKYOヤマノテBOYS DJCD「ヤマノテステーション」 Record.III
- DRAGONAUT STATION ISDA情報局 ラジオCD
- DJCD「隠の王」Vol.1 - 3
- のだめオーケストラジオ Score2
- ハガレン放送局 TAKE 4
- 「Vitamin」シリーズ DJCD「私立聖帝学園放送部活動録」巻の弐
- RADIO DJCD「BLEACH “B” STATION」Third Season Vol.2
- Fate/stay tune 第1、2巻
- Fate/stay tune UNLIMITED RADIO WORKS Vol.1・2
- DJCD ラジオ・おとこぐみ〜L.A〜 第1巻
- Radio ZERO-SUM TALK PACK 1・2
- アニメ「さらざんまい」ラジオ番組「ぷれざんまい」DJCD 第1皿〜3皿

### 朗読・その他CD
- うずらっぱ 朗読CD 「星の王子さま」
- うたの☆プリンスさまっ♪ ささやきCD〜Sweet Holiday〜（神宮寺レン）
- 官能昔話5 〜ギリシャ神話〜（スペシャルボーナストラック〈エステボイス〉）
- 官能・妄想ファンディスク（加々美昴）
- 心あたたまる物語 Vol.1（〜ペット編〜「ウルサイヨ、オマエ」）
- 心あたたまる物語外伝 その1（「どこか遠くへ」）
- 心あたたまる物語外伝 SP 限定オマケディスク 〜二十四の台詞集〜（「谷村から娘へ」）
- Starry☆Sky × 羊でおやすみシリーズ 「お月さまの下でおやすみ」（白銀桜士郎）
- 戦国武将物語〜大名編その壱〜（第三話『上杉謙信物語』）
- 戦国武将物語外伝〜14の大名物語〜（上杉謙信物語外伝『武士ならば』）
- DEARS 十二星座物語 Apollon Side（おひつじ座）
- でぃあーず にほんのむかしばなし〜青の色〜（第八話『鴨とり権兵衛』）
- でぃあーず にほんのむかしばなし外伝〜夢の色〜（第十五話『一夜祭り』）
- でぃあーず せかいのものがたり〜青の本〜（第五話『アラジンと魔法のランプ』）
- でぃあーず せかいのものがたり〜夢の本〜（第九話『狩人の恋朗読』）
- 日本の近代文学シリーズ1『金色夜叉』
- 幕末志士物語〜薩摩・長州編〜（「高杉晋作物語」）
- 幕末志士物語外伝〜14の新選組&薩摩・長州編〜（「高杉晋作物語外伝」）
- 88星座物語〜オオカミの章〜（第四章）
- 88星座物語〜外伝〜 12の星の物語（「りゅう座の物語」）
- 白血球部活動記録〜看病編〜 vol.1「ヘルパーT細胞・キラーT細胞」（キラーT細胞）
- 花宵ロマネスク 花緊縛ノともゑ、桔梗（宝生桔梗）
- VitaminZ × 羊でおやすみシリーズ Vol.7 「テラスハウスでおやすみ」（加賀美蘭丸）
- 羊でおやすみシリーズ Vol.2 「眠ったらいいんじゃない」
- ふしぎ工房症候群 オリジナル朗読CD EPISODE.1 「君はダレ?」
- Voice Colors Series02 〜魅惑〜
- ミツバチ声薬 「シカリンA」（東）
- 妄想エステ I - V（加々美昴）
- 妄想エステ 番外編〜ノエルの白昼夢〜（加々美昴）
- 茜さすセカイでキミと詠う 「七彩桜の栄誉〜愛し君へ〜」（芹沢鴨）
- イケメン革命 アリスと恋の魔法 シチュエーションCD シリウス＝オズワルド編（シリウス＝オズワルド）

### ナレーション
テレビ番組
- NHK
  - MUSIC JAPAN（総合、新世紀アニソンSP.2）
  - 月刊PGAツアーハイライト（BS1）
  - 城・王たちの物語・千年の王宮・プラハ城・刻まれた民族の記憶（BS hi）
  - 平成19年度 NHKのど自慢チャンピオン大会（総合、2008年3月1日）
  - SAVE THE FUTURE @キャンパス エコスペシャル（総合）
  - @キャンパス（BS1）
  - 地球テレビ エル・ムンド（BS1）
  - 名作ホスピタル（教育テレビ）
  - ミミクリーズ（教育テレビ）
  - オトナのストレッチマン（Eテレ、2019年10月31日）
  - NHKスペシャル「疫病退散 千三百年の祈り〜お水取り・東大寺修二会〜」（総合、2021年5月30日）
  - バリューの真実（Eテレ）
  - 3分ドキュメンタリー（総合、2023年1月9日）
- 日本テレビ系列
  - 1ポンドの福音 絶対見たくなる!恋の大逆転徹底ガイド
  - 新番組『1ポンドの福音』第1ラウンドまでもう待てないSP
  - 土曜ドラマ『1ポンドの福音』今夜の決戦前におさらいSP
  - 99プラス
  - AKB48『桜からの手紙』徹底ナビSP
  - AKB48ドラマ「桜からの手紙」最終回直前!徹底ナビSP
  - 恋のチューンネップ（広島テレビ）
  - サイコドクター（第8話劇中ナレーション・東条美容外科CM）
  - サタデーバリューフィーバー「オカネのニオイ」
  - 新どっちの料理ショー（読売テレビ）
  - 友近の今夜だけ☆CM女王（読売テレビ）
  - ナイナイ&キャイ〜ン トークSP
  - マジカル頭脳パワー!!
  - ブサイク変身大作戦
  - 藤井隆 憧れのアメリカンライフ〜タカッシクス・ドリーム〜（読売テレビ）
  - ホカベン&先生はエライっ! 春ドラマみどころ特集
  - 日テレポシュレ
- TBS系列
  - b
  - Sing! Sing! Sing!
  - マイホームヒーロー（特報[588]）
- フジテレビ系列
  - 1ヶ月スクール
  - NEWSがエール!燃えろ全日本!
  - FNS27時間テレビ みんな“なまか”だっ!ウッキー!ハッピー!西遊記!（TEN竺ボウリング）
  - えすえふ
  - オリキュン
  - 決定!今年のスポーツ名珍場面ベスト100!超〜気持ちイイ生放送スペシャル
  - 力あわせてゴーゴゴー!!
  - ネプ&くりぃむのラスベガスへ行くのは誰だシルク・ドゥ・ソレイユってスゴいぞ
  - 胸さわぎの土曜日
  - 笑う犬シリーズ
    - 笑う犬の生活
    - 笑う犬の冒険
    - 笑う犬の発見
- テレビ朝日系列
  - シネマエクスプレス
  - 女子ゴルフ応援宣言 プロのスゴ技対決2009
  - 超豪華!!女子プロ花の6人娘!ゴルフ対決!!2008
  - 人気者でいこう!（朝日放送）
  - ハリコレ
  - レッドクリフ 完全攻略への道
  - Break Out (テレビ番組)
  - オスカル!はなきんリサーチ
  - ミセススクールクエスト
- テレビ東京系列
  - MUSIC BAZAR
  - イカリングの面積
  - 沖縄からの熱い風〜沖縄ストリートスタイルフェスティバル2006
  - おはスタ
  - 格闘技系特番
  - 火曜エンタテイメント!“ワケあり”で儲かったワケ教えますSP
  - 仰天パニックシアター
  - 激録・警察密着24時!!
  - コロシアム2000[589]
  - シネマ通信
  - ドライブ A GO!GO!（提供ナレーション）
  - 日曜ビッグバラエティ まだまだあった!日本全国!出身タレント推薦!絶品ご当地B級グルメBEST30
  - 破壊王プロレス ZERO-ONE
  - どハッスル
  - ハロー!モーニング。
  - ビューティー紀行〜中国"美・食・癒し"旅〜
  - アニメ「ポケットモンスター」放送10周年記念・2時間スペシャル
  - モーニング娘。20周年記念スペシャル
- BS・CSなど
  - ENJOY THE GAME（ゴルフネットワーク）
  - Making the MTV UNPLUGGED：布袋寅泰（MTV）
  - Tennis Communication! テニスの日（CS他）
  - THE FUNKY HORROR SHOW（HORROR TV）
  - TwellV クルマ File Vol.4 「コルベット」（トゥエルビ）
  - ULTRA COUNT DOWN（スペースシャワーTV）
  - WEEKLY JLC（レジャーチャンネル）
  - WRC2002 〜ザ・ラリー〜（BS日テレ）
  - アスリートの扉（スカパー!プロモチャンネル）
  - 浮世絵FIVE!!〜世界を変えた5人の絵師たち〜（BSテレ東）
  - 映画大王 MOVIE TYCOON（BSフジ）
  - 大人時間（スカパー!）
  - カウントダウン!ここが注目FIFAワールドカップ
  - 攻殻機動隊 STAND ALONE COMPLEX インターバル特典映像BIOS（スカパー パーフェクトチョイス）
  - サベージ・キングダム2:王国の支配者（ナショナルジオグラフィック）
  - シネマNAVI（WOWOW）
  - 白黒つけるぜ！『メイキング・オブ・ゼブラーマン』（CS他）
  - 「スティーヴン・キングのキングダム・ホスピタル」スペシャル（WOWOW）
  - 声優男子ですが…?（ファミリー劇場）
  - バラの舞踏会（BS朝日）
  - 放送直前!「遙かなる時空の中で3 〜終わりなき運命〜」（AT-X）
  - ヘルボーイ（WOWOW）
  - みちのくプロレス「ケッパレ1」（CS他）
  - マツキヨ@エンタ（マツモトキヨシジャスト・アイ インフォメーション 店内放送 & スカパー!e2 Ch.361 ナレーション）
  - わたしの大人流儀（BSジャパン）
- その他の放送局
  - クワバタオハラのラーメン屋さん「言っちゃいな!」（信越放送）
  - シネマチョップ（東映チャンネル）
  - そのまんま宮崎こんね〜
  - 東京ディズニーリゾート・パーフェクトガイド
  - どげんかせんといケンテイ（宮崎放送他）
  - DRAGON GATE（テレビ西日本）[589]
  - ハッスル・ハッスル（東海テレビ）
  - ファイト!川崎フロンターレ（テレビ神奈川）

その他の番組
- アクアからのメッセージ（科学技術館特別展示キャラクターナレーション）
- ジャンボ宝くじ（街頭宣伝&ラジオCMナレーション）
- 特単(R)730 TOEIC(R)TESTスコア直結ボキャビル（PCソフト）
- ハッスル（会場VTR&スペシャル番組ナレーション）
- ハッスル注入DVDシリーズ
- ファミ通WaveDVD
- まこと学ぶ英語の本 for iPad

テレビCM
- テニスの王子様2005 クリスタルドライブ（2004年、跡部景吾）
- 文豪ストレイドッグス
  - TVアニメ 文豪ストレイドッグス Blu-ray&DVD告知CM 黒の時代編
- バトルスピリッツ（2010年 - 2016年）
- ボルボ（2017年2月 - ）
- 森永乳業 Miloha「オレ様に、甘えちゃいな」篇（2020年[590]）
- フリマアプリ「フリル」手数料無料アニメーション篇（2017年[591]）
- ローソン銀行（2019年 [592]）
- 三幸製菓 ブレイクスルー篇（2021年 [593]）

ラジオCM
- ボルボ（2017年4月 - ）

映画予告編
- アントマン&ワスプ[594]
- 82年生まれ、キム・ジヨン
- ブラックアダム[595]
- デッドプール&ウルヴァリン[596]

### バラエティ番組
※はインターネット配信。
- 諏訪部順一のとびだせ!のみ仲間（2014年8月 - 11月、AT-X・ST-X※[597]）
  - 諏訪部順一のとびだせ!!のみ仲間（2015年12月 - 、AT-X・ST-X※[598]）
- 声優だって旅します（2015年12月、アニマックス）
  - 声優だって旅します the 2nd（2017年4月、アニマックス）
  - 声優だって旅します the 3rd (2019年6月、アニマックス)
- モテ福（テレビ埼玉、モテ福ネハン）※声の出演
- 声優紅白歌合戦 2019 / 舞浜アンフィシアター(2019年4月14日)  白組司会  (ファミリー劇場)[599]

### 映像商品
- 異世界食堂 洋食のねこやの特別営業
- うたの☆プリンスさまっ♪ シリーズ
  - うたの☆プリンスさまっ♪ マジLOVE LIVE1000%
  - うたの☆プリンスさまっ♪ マジLOVE LIVE1000% 2nd STAGE
  - うたの☆プリンスさまっ♪ マジLOVE LIVE 3rd - 6th STAGE
- 小野賢章がゆく 旅友 第五弾 〜ゲスト:諏訪部順一篇〜
- 黒子のバスケ KUROBAS CUP 2015
- 黒子のバスケ FAN DISC 〜これから何度でも〜
- 黒執事 その執事、終章〜最後の晩餐を貴方と共に〜
- 黒執事 その執事、狂騒〜赤いヴァレンタイン〜
- 黒執事 Book of Circus/Murder New Year's Party 〜その執事、賀正〜
- Code:Realize Fantastic Party!
- 実験体四十六號
- サウンドシアター「Valkyrie 〜Story from RHINE GOLD〜」
- サウンドシアター「MARS RED」
- シアトリカル・ライブ「みつあみの神様」
- 下野紘の目覚めしもの VOL.1
- 下野紘のおもてなシーモ! 第8巻
- 諏訪部順一のとびだせ!のみ仲間 全2巻
- スワベジュンイチpresents.UNLIMITED MOTOR WORKS feat.三木眞一郎
- スワベジュンイチpresents.UNLIMITED MOTOR WORKS #2 feat.三木眞一郎&鈴村健一[600]
- 声優だって旅します VOL.1
- 声優だって旅します スペシャルイベント
- 声優だって旅します the 2nd VOL.1
- 07-GHOST〜あなたに神のご加護を〜
- テニスの王子様 シリーズ
  - テニスの王子様 Original Video Animation 全国大会篇 INVITATION DVD
  - テニスの王子様 100曲マラソン
  - テニプリフェスタ2009、2013
  - テニプリフェスタ2011 in 武道館
  - テニプリフェスタ2016 〜合戦〜
- 俳協 45th ANNIVERSARY「Party Live!」
- 豊口めぐみの明日晴れリーナ
- 謎の新ユニットSTA☆MENアワー シリーズ
  - 謎の新ユニットSTA☆MENアワー ぶっちゃけ!つるっとなるはや
  - 謎の新ユニットSTA☆MENアワー 大自然リフレッシュ!地獄の超人決定戦
  - 謎の新ユニットSTA☆MENアワー ソリマチ
  - 謎の新ユニットSTA☆MENアワー エガヲ
  - 謎の新ユニットSTA☆MENアワー 大自然リフレッシュ!地獄の超人決定戦-真装版-
  - 謎の新ユニットSTA☆MENアワー 陸!海!空!ぼくらのなつやすみ〜心の旅〜
  - 謎の新ユニットSTA☆MENアワー さらば青春のスター☆メン
  - ヘロスタ。豚ロース味
  - ヘロスタ。つゆだく味
  - ヘロスタ。からくち味
- ネオロマンス♥フェスタ 遙か祭2011 〜桜花恋模様〜
- 幕末恋華 花柳剣士伝 恋華の宴・寿
- 花宵ロマネスク 君に逢ひし刻 2006〜鈴蘭と牡丹
- 花宵ロマネスク 君に逢ひし刻 2008〜さざんかと柊
- BUS GAMER 〜TRICK ME?〜
- VitaminZ 〜大阪・初夏の陣〜
- VitaminZ 〜東京・盛夏の陣〜
- VitaminXtoZ いくぜっ!究極（ハイパー）★エクスプロージョン
- 遊佐浩二の明るい家族計画 Vol.1
- ユーリ!!! on ICE「ユーリ!!! on STAGE」
- 朗読劇「陰陽師」藤、恋せば 篇
- 朗読劇「BLOOD+ 〜彼女が眠る間に〜」
- 朗読音楽劇「ACCA13区監察課 -Piece of Mind-」

### 舞台・朗読会
- 舞台
  - MARS RED（SOUND THEATRE / 2013年6月22日・23日 / 舞浜アンフィシアター）朗読 前田義信 役
  - Kiramune Presents リーディングライブ『悪魔のリドル〜escape 6〜』（2013年10月27日昼公演 / 舞浜アンフィシアター）[601]
  - A BASE METAL（SOUND THEATRE / 2014年2月1日・2日 ※1月31日追加公演 / AiiA Theater Tokyo）朗読 カリオストロ伯爵 役、他
  - Valkyrie 〜 Story from RHINE GOLD 〜（SOUND THEATRE / 2014年11月1日・2日 / 舞浜アンフィシアター）朗読 ジークフリート 役
  - The ONE（SOUND THEATRE / 2015年3月28日・29日 / Zeppブルーシアター六本木、2015年4月4日・5日 / 大阪市 森ノ宮ピロティホール）朗読 斎藤一 役
  - MARS RED（SOUND THEATRE / 2015年9月26日・27日 / 舞浜アンフィシアター）朗読 山上徳一 役
  - みつあみの神様（シアトリカル・ライブ / 2015年10月24日・25日 / よみうりホール）朗読[602]
  - SOUND THEATRE GALA CONCERT 2015（SOUND THEATRE / 2015年12月13日 / 日本橋三井ホール）昼公演・夜公演 語り手
  - さよならソルシエ（SOUND THEATRE / 2016年12月3日・4日 / 市川市文化会館 大ホール）朗読 テオドルス・ファン・ゴッホ 役
  - BLOOD+ 〜彼女が眠る間に〜（2017年2月18日・19日 / 天王洲 銀河劇場）朗読 シャルル＝ギョーム・バルロー 役[603][604]
  - 陰陽師 藤、恋せば 篇（2017年7月15日 / 新宿FACE）朗読 安倍晴明 役[605]
  - ACCA13区監察課 -Piece of Mind-（2017年8月6日 / なかのZERO 大ホール）朗読 グロッシュラー 役[606]
  - GHOST CLUB（VOICARION II / 2017年9月1日・2日 / シアタークリエ）朗読 ハリー・フーディーニ 役[607]
  - The Black Prince（シアトリカル・ライブ / 2017年11月4日・5日 / 舞浜アンフィシアター）朗読 ランカスター公 役[608]
  - Homunculus（ReadingHigh / 2017年12月9日・10日 / 川崎市スポーツ・文化総合センター）朗読 シドニウス 役[609]
  - AnGeL fAlL（フェロ☆メン / 2018年1月27日・28日 / 舞浜アンフィシアター）原案・総合演出・朗読 マラキア 役[610][611]
  - Jekyll vs Hyde（ぴあ、ステラキャスティング / 2018年3月22日 / TOKYO FM HALL）朗読 ジキル博士 役、ハイド氏 役[612][613]
  - シラノ（2018年8月9日 / TOKYO FM HALL）朗読 シラノ・ド・ベルジュラック 役[614]
  - 博多座声歌舞伎 〜信長の犬〜（VOICARION III / 2018年9月1日・2日 / 博多座）朗読 信長の犬 役[615]
  - Chèvre Note 〜シェーヴルノート〜（ReadingHigh / 2019年1月12日・13日 / 舞浜アンフィシアター）朗読 リッシュモン大元帥 役[616]
  - GHOST CLUB（VOICARION V grande / 2019年6月30日 / 明治座）朗読 ハリー・フーディーニ 役[617]
  - 博多座声歌舞伎 〜信長の犬〜（VOICARION VI / 2019年7月20日・21日 / 博多座）朗読 信長の犬 役[618]
  - Les Misérables(レ·ミゼラブル) （2019年8月10日 /TOKYO FMホール）朗読 ジャン・ヴァルジャン 役[619]
  - ACCA13区監察課 Regards（2019年10月12日・13日 / 舞浜アンフィシアター）朗読 グロッシュラー 役[620]
  - EL GALLEON (エルガレオン) （Reading High / 2020年2月7日・8日 / 東京国際フォーラム ホールA）朗読 ネルソン提督 役[621]
  - 女王がいた客室（VOICARION VII / 2020年3月1日 / シアタークリエ、3月15日 / 大阪市 サンケイホールブリーゼ）アレックス 役[622]
  - 絶響MUSICA THE STAGE（2020年7月8日 - 13日 / 俳優座劇場）謎の声 役（声の出演）[623]
  - 帝国声歌舞伎 〜信長の犬〜（VOICARION IX / 2020年9月5日 - 13日 / 帝国劇場）朗読 信長の犬 役[624]
  - ACCA13区監察課 Regards,（2020年11月8日 / 舞浜アンフィシアター ）朗読 グロッシュラー 役[625]
  - ALCHEMIST RENATUS（アルケミスト レナトス）〜Homunculus〜（READING HIGH  / 2020年12月6日 / 日本武道館）朗読 シドニウス 役[626]
  - 大阪歴史絵巻 孔明最後の一夜（VOICARION X / 2021年1月16日・17日 / 大阪 新歌舞伎座）朗読 諸葛亮孔明 役[627]
  - 御園座声歌舞伎 〜信長の犬〜（VOICARION XI / 2021年1月30日・31日 / 愛知 御園座）朗読 信長の犬 役[628]
  - 大阪歴史絵巻 孔明最後の一夜（VOICARION XII / 2021年5月22日・23日 / 福岡 博多座）朗読 諸葛亮孔明 役[629]
  - AD-LIVE2021（2021年9月5日 / オリンパスホール八王子）
  - 女王がいた客室（VOICARION XIII / 2021年10月9日 / シアタークリエ、11月13日・14日 / 大阪 サンケイホールブリーゼ）アレックス、マイカ 役[630]
  - Chèvre Note〜Story From Janne dArc〜（READING HIGH / 2021年12月25日・26日 / アンフィシアター）朗読 リッシュモン大元帥 役[631]
  - よろず占い処陰陽屋春らんまん（2022年3月6日 / なかのZEROホール）朗読 安倍祥明 役
  - スプーンの盾（VOICARION XIV / 2022年4月2日・3日 / 大阪 サンケイホールブリーゼ、4月23日・26日 / シアタークリエ）朗読 カレーム、タレーラン 役[632]
  - RAMPO in the DARK（リーディングシアター / 2022年6月22日 - 26日 / 神田明神ホール）
  - フェルメール・ブルー（2022年8月6日 / TOKYO FMホール） 朗読 ハン・ファン・メーヘレン 役
  - YOUNG WIZARDS 〜Story from 蘆屋道満大内鑑〜（READING HIGH / 2022年9月30日・10月1日 / パシフィコ横浜）朗読 源頼光 役[633]
  - 博多座声歌舞伎 拾弍人目の服部半蔵（VOICARION XV / 2022年11月5日・6日 / 博多座）朗読 桂小五郎 役[634]
  - 大阪声歌舞伎 拾弍人目の服部半蔵（VOICARION XVI / 2022年12月3日・4日 / 大阪新歌舞伎座）朗読 桂小五郎 役[634]
  - BASE METAL（2023年1月28日・29日 / 大阪 梅田芸術劇場シアター・ドラマシティ）朗読 カリオストロ伯爵 他[635]
  - BASE METAL（2023年5月6日・7日、東京芸術劇場 プレイハウス）朗読 カリオストロ伯爵 他[635]
  - スプーンの盾（VOICARION XVII / 2023年12月10日・23日・30日 / シアタークリエ）朗読 カレーム、タレーラン 役[636]
  - ROAD to AVALON（READING HIGH / 2024年5月11日・12日 / 東京ガーデンシアター）朗読 アーサー王 役[637]
  - キミとアイドルプリキュア♪ ドリームステージ♪（2025年7月 - 2026年3月予定 / 全国公演） - タナカーン / 田中 役（声の出演）[638]
- 朗読会、朗読劇
  - 天王寺 真田幸村博（2015年10月31日 / 大阪市 天王寺公園特設ステージ）幸村博オリジナルストーリー読み語り&トーク[639]
  - 第1回 咲らeve（マチ★アソビ vol.17 クライマックスラン前夜イベント / 2016年10月7日 / 徳島市 シビックホール）トーク&朗読会[640]
  - 宝生流特別公演『夜能 夜語りの会』（2018年9月28日 / 宝生能楽堂）朗読・鼎談[641]
  - よろず占い処 陰陽屋へようこそ 春の狐まつり（2019年3月16日 / 一ツ橋ホール）朗読 安倍祥明 役
  - 宝生流企画公演『夜能 語り部たちの夜』（2023年7月29日 / 宝生能楽堂）朗読・春栄
  - ニュー・ルネッサンス・イン・パリ（2024年7月26日 / 博品館劇場）朗読[642]
- 音楽朗読劇 READING HIGH premium『TAIL to TALE 〜Story from 義経千本桜〜』（2025年5月31日・6月1日、THEATER MILANO-Za）[643]

### その他コンテンツ
人形劇
- NHK教育 こどもにんぎょう劇場ブレーメンの音楽隊（泥棒の兄貴分の子分）
- Thunderbolt Fantasy 東離劍遊紀（2016年 - 2021年、 殤不患） - 3シリーズ

ラジオドラマテーマソング
- きみいろ×スカイ（VOMICテーマソング第2弾）

コラム連載
- 俺とスネオとルイコスタ（ファミ通WaveDVD）
- CHARACTER VOICE CALENDAR（月刊ニュータイプ）
- 恋のダイヤル＊15（ファミ通WaveDVD）
- 諏訪部順一の百目タイタン（声優グランプリ）
- スワベジュンイチの『 』（声優グランプリ）
- スワベジュンイチpresents.『ボクタベ』〜I can't eat more...〜（声優アニメディア）

携帯コンテンツ
- きらめき!熱血☆ラ部（武藤多紀）
- 禁断★放課後の恋人（深國明彦）
- 12人の優しい殺し屋（日下部春流）
- 男子寮ヒミツのアイドル（冬夜）
- 幕末新撰組恋浪漫's（原田左之助）
- 花宵ロマネスク（宝生桔梗）
- ボーイフレンド（仮）
- 僕は君と恋に落ちる（相馬庸平）
- マフィアなダーリン（有馬郁人）
- 恋愛上等イケメン学園（梅咲夏男）

音声ガイド
- ワイン展―ぶどうから生まれた奇跡―（国立科学博物館、2015年10月31日 - 2016年2月21日。ナレーション〈オーナー役〉）
- 名作誕生ーつながる日本美術（東京国立博物館、2018年4月13日 - 5月27日。作品解説〈後期〉）
- 全国統一防災模試 台風・豪雨編（ヤフー〈Yahoo! JAPAN〉、2018年8月30日 - 9月30日。出題される問題の災害メッセージの声）
- ロマンティック・ロシア トレチャコフ美術館所蔵（Bunkamura ザ・ミュージアム：2018年11月23日 - 2019年1月27日。岡山県立美術館：4月27日 - 6月16日。山形美術館：7月19日 - 8月25日。愛媛県美術館：9月7日 - 11月4日。音声ガイドナビゲーター)
- Fate/Grand Order×リアル脱出ゲーム「謎特異点II ピラミッドからの脱出」（2019年、エミヤ）

ウェブキャラクター
- エリートバナナ・バナ夫（バナ夫）

PV・CM
- パリピ孔明（2020年、諸葛孔明）
- サンヨー食品「サッポロ一番」（2020年 - ）
- サガ フロンティア リマスター（2020年、ヒューズ）
- 「姫騎士様のヒモ」（2022年、マシュー）
- 「只野工業高校」（2022年、藤原丞）
- 「鉄槌教師」（2023年、ナ・ファジン）
- 「永年雇用は可能でしょうか」（2024年、先生）

玩具
- 仮面ライダーエグゼイド 変身ベルト DXバグルドライバーII＆仮面ライダークロニクルガシャット（2017年5月） -  システム音声
- 仮面ライダーエグゼイド DXマイティクリエイターVRXガシャット（2017年8月）  -  システム音声
- 仮面ライダーエグゼイド 変神パッド DXガシャコンバグヴァイザーII 新檀黎斗ver.（2017年11月） -  システム音声
- 仮面ライダーエグゼイド DX仮面ライダークロニクルガシャット ライドプレイヤーver.（2017年12月） -  システム音声
- 爆上戦隊ブンブンジャー DXブンブンキラーロボ&DXブンブンデンジャーセット（2024年10月28日）

その他
- 諏訪部順一×読売新聞コラム「編集手帳」日本古来の刀剣（2019年、朗読）
- TRUE WIRELESS STEREO EARPHONES
  - 諏訪部順一モデル（2020年（第1弾）／2022年（第2弾））
  - アニメ『怪物事変』コラボモデル（2021年、隠神）

- ハイドライバーズ（2022年 - 、不知火帳）
- 色彩検定協会「教えて!色彩先生」シリーズ（2022年 - 2024年、黒羽）
- BAV.BEAT 僕のヒーローアカデミア（2023年、相澤消太）
- 声優：諏訪部順一『アオのハコ』を語る。（2024年） - インタビュー動画

## ディスコグラフィ

### キャラクターソング
| 発売日   | 商品名 | 歌 | 楽曲 | 備考                                                                                              |
| 2001年   | 2001年 | 2001年 | 2001年 | 2001年                                                                                            |
| -------- | --- | --- | --- | ------------------------------------------------------------------------------------------------- |
| 8月22日  | X -封真- | 桃生封真（諏訪部順一） | 「約束〜featuring 封真〜」 | テレビアニメ『X』関連曲                                                                           |
| 2003年   | | | |                                                                                                   |
| 5月1日   | テニスの王子様 THE BEST OF RIVAL PLAYERS IX                                                                    | 跡部景吾（諏訪部順一） | 「CROSS WITH YOU」 | テレビアニメ『テニスの王子様』関連曲                                                              |
| 10月4日  | 破滅への輪舞曲                                                                                                 | 跡部景吾（諏訪部順一） | 「破滅への輪舞曲〜Introduction〜」 「Spirit Way」 「宿敵(ライバル)」 「方舟」 「楽園(エデン)のむこうへ〜the other side of Eden 〜」 「孤高の翼」 「Go To The Top!」 「BOY’S CLOUD」 「KA・BA・JI」 「No Wonder」 「Stage」 「October」 「CROSS WITH YOU(80’s DISCO MIX)（初回盤のみ）」 | テレビアニメ『テニスの王子様』関連曲                                                              |
| 11月6日  | insight | 跡部景吾（諏訪部順一） | 「insight」 「トラソルの鳥籠」 | テレビアニメ『テニスの王子様』関連曲                                                              |
| 12月3日  | …みたいなアルケー。                                                                                            | 跡部景吾（諏訪部順一） | 「…みたいなアルケー。」 「CHASER〜穢れなき追撃者〜」 | テレビアニメ『テニスの王子様』関連曲                                                              |
| 2004年   | | | |                                                                                                   |
| 1月7日   | Believe in you                                                                                                 | 跡部景吾（諏訪部順一） | 「Believe in you」 「ΕΝΕΡΓΕΙΑ」 | テレビアニメ『テニスの王子様』関連曲                                                              |
| 2月14日  | バレンタイン・キッス                                                                                           | 跡部景吾（諏訪部順一）with 氷帝学園中 | 「バレンタイン・キッス」 | テレビアニメ『テニスの王子様』関連曲                                                              |
| 8月25日  | Wonderful days                                                                                                 | プルタブと缶 | 「Wonderful days」 「メラメラ」 | テレビアニメ『テニスの王子様』関連曲                                                              |
| 11月25日 | switch VOCAL CD VOL.2 比企真孝                                                                                 | 比企真孝（諏訪部順一） | 「Believe in love」 | 『switch』イメージソング                                                                          |
| 2005年   | | | |                                                                                                   |
| 3月30日  | 理由 | 跡部景吾（諏訪部順一） | 「理由」 「E気持」 | テレビアニメ『テニスの王子様』関連曲                                                              |
| 7月6日   | Gather | 青と瓶と缶 | 「Gather」 | テレビアニメ『テニスの王子様』関連曲                                                              |
| 7月21日  | 機動戦士ガンダムSEED DESTINY SUIT CD Vol.7 AUEL NIEDER x STING OAKLEY                                          | スティング・オークレー（諏訪部順一） | 「Eden of necessity」 | テレビアニメ『機動戦士ガンダムSEED DESTINY』関連曲                                                |
| 9月22日  | エターナル・ガーディアン キャラクターズヴォーカル集                                                            | デュラン（諏訪部順一）、フロスト（石塚堅） | 「風に吹かれて」 | ドラマCD『エターナル・ガーディアン〜聖戦士伝説〜第一部 第一章『テンペスト』』』エンディングテーマ |
| 2006年   | | | |                                                                                                   |
| 5月31日  | Flower -咲乱華-                                                                                                | GIGS | 「Flower -咲乱華-」 | テレビアニメ『テニスの王子様』関連曲                                                              |
| 7月15日  | 花宵ロマネスク キャラクターCD 宝生桔梗                                                                         | 宝生桔梗（諏訪部順一） | 「bloom 〜午後のため息」 | ゲーム『花宵ロマネスク』関連曲                                                                    |
| 8月2日   | チャームポイントは泣きボクロ                                                                                   | 跡部景吾（諏訪部順一） | 「チャームポイントは泣きボクロ」 | テレビアニメ『テニスの王子様』関連曲                                                              |
| 10月4日  | THE ULTIMATE HARD WORKER                                                                                       | 跡部景吾（諏訪部順一） | 「BROKEN」 「Wild Soul」 「DEEP」 「UP TO YOU」 「EXISTENCE」 「KING'S GAMBIT」 「SHOOT DOWN」 「Eternal」 「Betrayal」 「WILL」 「Dream Maker」 「Oblivion...」 「氷の世界（初回盤のみ）」                                                                                             | テレビアニメ『テニスの王子様』関連曲                                                              |
| 12月16日 | Jetドライブ | 跡部景吾（諏訪部順一） | 「Jetドライブ」 「WILL〜Very Merry Winter Mix〜」 | テレビアニメ『テニスの王子様』関連曲                                                              |
| 12月22日 | パレドゥレーヌ Platinum Disc "Blu" 後編「剣へのオマージュ」                                                    | 黒貴族（諏訪部順一）、ヴィンフリート（鈴木達央）、ヴァルター（羽多野渉） | 「Un valzer di amore〜愛のワルツ〜」 | 『パレドゥレーヌ』関連曲                                                                          |
| 2007年   | | | |                                                                                                   |
| 2月21日  | 不条理 | 氷帝エタニティ | 「不条理」 | OVA『テニスの王子様』2ndエンディングテーマソング                                                  |
| 6月6日   | BLEACH BEAT COLLECTION 3rd SESSION:02 GRIMMJOW JAEGERJAQUES                                                    | グリムジョー・ジャガージャック（諏訪部順一） | 「BrEaK」 「SIX feelings」 | テレビアニメ『BLEACH』関連曲                                                                      |
| 7月25日  | Fate/stay night キャラクターイメージソング シリーズVIII：アーチャー                                            | アーチャー（諏訪部順一） | 「Rise」 | テレビアニメ『Fate/stay night』関連曲                                                             |
| 8月8日   | 鋼鉄三国志 外史想歌 第一伝〜思慕〜                                                                             | 甘寧興覇（諏訪部順一） | 「心に花のあるままに」 | テレビアニメ『鋼鉄三国志』関連曲                                                                  |
| 9月5日   | 鋼鉄三国志 外史想歌 第二伝〜六駿〜                                                                             | 陸遜伯言（宮野真守）、凌統公績（斎賀みつき）、太史慈子義（伊藤健太郎）、甘寧興覇（諏訪部順一）、諸葛瑾子瑜（遊佐浩二） | 「風紋」 | テレビアニメ『鋼鉄三国志』関連曲                                                                  |
| 9月19日  | ZOMBIE-LOAN キャラクターアルバム                                                                               | 芝怜一朗（諏訪部順一） | 「Don't love me★baby」 | テレビアニメ『ZOMBIE-LOAN』関連曲                                                                 |
| 11月14日 | 幕末恋華・花柳剣士伝 キャラクターソング〜其ノ弐                                                                | 辰巳（諏訪部順一） | 「問」 | ゲーム『幕末恋華 新選組』関連曲                                                                   |
| 2008年   | | | |                                                                                                   |
| 1月23日  | ドラゴノーツ ドラマ&キャラクターソングvol.1                                                                    | ギオ（諏訪部順一） | 「Raison d'etre」 | テレビアニメ『ドラゴノーツ -ザ・レゾナンス-』関連曲                                               |
| 1月30日  | 素敵探偵ラビリンス 迷宮ソングシリーズIII                                                                       | 信濃晴嵐（諏訪部順一） | 「Moment」 | テレビアニメ『素敵探偵ラビリンス』関連曲                                                          |
| 4月23日  | BUS GAMER サウンドファイル                                                                                     | 中条伸人（諏訪部順一） | 「Train」 | テレビアニメ『BUS GAMER』関連曲                                                                   |
| 4月23日  | Dear Prince〜テニスの王子様達へ〜                                                                              | イケメン侍 | 「Dear Prince〜テニスの王子様達へ〜」 | テレビアニメ『テニスの王子様』関連曲                                                              |
| 6月25日  | モノクローム・ファクター キャラクターソング Factor2 白銀                                                       | 白銀（諏訪部順一） | 「Crystallize」 | テレビアニメ『モノクローム・ファクター』関連曲                                                    |
| 8月27日  | 覚醒〜dark and light〜                                                                                         | 白銀（諏訪部順一）、洸（小西克幸） | 「覚醒〜dark and light〜」 | テレビアニメ『モノクローム・ファクター』エンディングテーマ                                        |
| 9月25日  | BUS GAMER ボーカルファイル                                                                                     | 中条伸人（諏訪部順一） | 「Crow」 | テレビアニメ『BUS GAMER』関連曲                                                                   |
| 10月4日  | 好きさ好きさ好きさ                                                                                             | 跡部景吾（諏訪部順一） | 「好きさ好きさ好きさ」 「EXISTENCE〜ULTIMATE DANCE MIX〜」 | テレビアニメ『テニスの王子様』関連曲                                                              |
| 12月3日  | まかでみ数え歌 其の4「M‐O‐E‐S〜K‐S‐Kする衝動」                                                                 | 榮太郎（寺島拓篤）、シュタイン教授（檜山修之）、アガリアレプト（諏訪部順一） | 「M‐O‐E‐S〜K‐S‐Kする衝動」 | テレビアニメ『まかでみ・WAしょい！』挿入歌                                                        |
| 2009年   | | | |                                                                                                   |
| 1月7日   | モノクローム・ファクター Perfect Vocal ALBUM                                                                   | 白銀（諏訪部順一） | 「覚醒〜dark and light〜（白銀Ver）」 | テレビアニメ『モノクローム・ファクター』関連曲                                                    |
| 7月1日   | 坂道の果てへ                                                                                                   | 氷帝エタニティ | 「坂道の果てへ」 | テレビアニメ『テニスの王子様』関連曲                                                              |
| 8月19日  | VitaminZ キャラクターソングCD GTR編                                                                            | 加賀美蘭丸（諏訪部順一） | 「BEAT OF YOUTH!」 「ARENA」 | ゲーム『VitaminZ』関連曲                                                                          |
| 12月9日  | 俺たちに翼はない イメージソングアルバム                                                                        | 成田隼人（諏訪部順一） | 「陽炎」 | ゲーム『俺たちに翼はない』イメージソング                                                          |
| 12月23日 | うたの☆プリンスさまっ♪ オーディションソング2弾                                                                 | 神宮寺レン（諏訪部順一） | 「悪魔のKissは炎より激しく」 | ゲーム『うたの☆プリンスさまっ♪』関連曲                                                            |
| 2010年   | | | |                                                                                                   |
| 2月24日  | うたの☆プリンスさまっ♪ オーディションソング4弾                                                                 | Sクラス | 「無限のトリニティ」 | ゲーム『うたの☆プリンスさまっ♪』関連曲                                                            |
| 5月26日  | バトル！ギャラクシー☆ステップ                                                                                  | ギャラクシー渡辺（諏訪部順一） | 「バトル！ギャラクシー☆ステップ」 | テレビアニメ『バトルスピリッツ 少年激覇ダン』エンディングテーマ                                   |
| 5月26日  | S.Y.K 〜新説西遊記〜 キャラクターソングミニアルバム                                                            | 悟空（諏訪部順一） | 「優しい絆」 | ゲーム『S.Y.K 〜新説西遊記〜』関連曲                                                              |
| 6月30日  | サウンドトラック サウンドの☆プリンスさまっ♪                                                                    | 一十木音也（寺島拓篤）、聖川真斗（鈴村健一）、四ノ宮那月（谷山紀章）、一ノ瀬トキヤ（宮野真守）、神宮寺レン（諏訪部順一）、来栖翔（下野紘） | 「Welcome to UTA☆PRI world!!」 | ゲーム『うたの☆プリンスさまっ♪』関連曲                                                            |
| 8月27日  | 絶対迷宮グリム 〜七つの鍵と楽園の乙女〜 キャラクターコンセプトCD Vol.8「誰も私を☆起こさないで 〜いばらの王子」 | いばらの王子（諏訪部順一） | 「誰も私を☆起こさないで 〜いばらの王子」 | ゲーム『絶対迷宮グリム 〜七つの鍵と楽園の乙女〜』関連曲                                           |
| 9月22日  | 黒執事II キャラクターソング Vol.6「葬儀屋、笑唱」                                                              | 葬儀屋（諏訪部順一） | 「大葬戯曲」 「ようこそ葬儀屋へ」 | テレビアニメ『黒執事II』関連曲                                                                    |
| 10月27日 | うたの☆プリンスさまっ♪ ハッピーラブソング2                                                                     | 神宮寺レン（諏訪部順一） | 「RED HOT×LOVE MINDS」 | ゲーム『うたの☆プリンスさまっ♪』関連曲                                                            |
| 2011年   | | | |                                                                                                   |
| 2月2日   | うたの☆プリンスさまっ♪ デュエットドラマCD 真斗&レン                                                            | 聖川真斗（鈴村健一）、神宮寺レン（諏訪部順一） | 「DOUBLE WISH」 | ゲーム『うたの☆プリンスさまっ♪』関連曲                                                            |
| 2月9日   | うたの☆プリンスさまっ♪ SSディスク                                                                              | 一ノ瀬トキヤ（宮野真守）、神宮寺レン（諏訪部順一）、来栖翔（下野紘） | 「熱情 SERENADE」 | ゲーム『うたの☆プリンスさまっ♪』関連曲                                                            |
| 4月6日   | 遙かなる時空の中で5 暁の恋唄（らゔそんぐ）                                                                     | 天海（諏訪部順一） | 「月鏡のまなざし」 | ゲーム『遙かなる時空の中で5』関連曲                                                               |
| 7月20日  | マジLOVE1000%                                                                                                  | ST☆RISH | 「マジLOVE1000%」 「未来地図」 | テレビアニメ『うたの☆プリンスさまっ♪ マジLOVE1000%』エンディングテーマ                            |
| 8月10日  | うたの☆プリンスさまっ♪ マジLOVE1000% アイドルソング 神宮寺レン                                                 | 神宮寺レン（諏訪部順一） | 「世界の果てまでBelieve Heart」 「Dear... Burning my Lady!」 | 『うたの☆プリンスさまっ♪』関連曲                                                                  |
| 11月30日 | うたの☆プリンスさまっ♪ Debut ユニットドラマCD ユニットドラマCD 蘭丸&真斗&レン                                  | 黒崎蘭丸（鈴木達央）、聖川真斗（鈴村健一）、神宮寺レン（諏訪部順一） | 「Dream more than Love」 | ゲーム『うたの☆プリンスさまっ♪』挿入歌                                                            |
| 12月14日 | ブリコン 〜BLEACH CONCEPT COVERS〜 2                                                                           | グリムジョー・ジャガージャック（諏訪部順一） | 「echoes」 | テレビアニメ『BLEACH』関連曲                                                                      |
| 2012年   | | | |                                                                                                   |
| 5月16日  | 俺様の美技に酔いな                                                                                             | 跡部景吾（諏訪部順一） | 「俺様の美技に酔いな」 | テレビアニメ『テニスの王子様』関連曲                                                              |
| 7月25日  | うたの☆プリンスさまっ♪ Shining All Star CD                                                                     | 一十木音也（寺島拓篤）、聖川真斗（鈴村健一）、四ノ宮那月（谷山紀章）、一ノ瀬トキヤ（宮野真守）、神宮寺レン（諏訪部順一）、来栖翔（下野紘）、愛島セシル（鳥海浩輔）                                                                                       | 「RAINBOW☆DREAM」 | 『うたの☆プリンスさまっ♪』関連曲                                                                  |
| 12月5日  | 黒子のバスケ キャラクターソング SOLO SERIES Vol.9 青峰大輝                                                     | 青峰大輝（諏訪部順一） | 「UNSTOPPABLE」 「熱の欠片」 | テレビアニメ『黒子のバスケ』関連曲                                                                |
| 12月26日 | うたの☆プリンスさまっ♪シャッフルユニット カミュ＆レン                                                          | カミュ（前野智昭）、神宮寺レン（諏訪部順一） | 「Baby! My Strawberry!」 | 『うたの☆プリンスさまっ♪』関連曲                                                                  |
| 2013年   | | | |                                                                                                   |
| 2月27日  | 遥か、日常の中で/プリマ・ステラ                                                                                | 因幡洋（諏訪部順一） | 「遥か、日常の中で」 | テレビアニメ『キューティクル探偵因幡』オープニングテーマ                                          |
| 3月27日  | 黒子のバスケ キャラクターソング DUET SEIRIES Vol.4 黒子テツヤ＆青峰大輝                                        | 黒子テツヤ（小野賢章）＆青峰大輝（諏訪部順一） | 「光と影の距離」 「Ray of Shine」 | テレビアニメ『黒子のバスケ』関連曲                                                                |
| 4月24日  | マジLOVE2000%                                                                                                  | ST☆RISH | 「マジLOVE2000%」 「夢追人へのSymphony」 | テレビアニメ『うたの☆プリンスさまっ♪ マジLOVE2000%』エンディングテーマ                            |
| 5月22日  | うたの☆プリンスさまっ♪マジLOVE2000% アイドルソング 神宮寺レン                                                  | 神宮寺レン（諏訪部順一） | 「オレンジラプソディ」 「FREEDOM」 | 『うたの☆プリンスさまっ♪』関連曲                                                                  |
| 7月31日  | 14 to 1 | ASAHINA Bros.+JULI | 「14 to 1」 | テレビアニメ『BROTHERS CONFLICT』エンディングテーマ                                               |
| 8月14日  | カーニヴァル キャラクターソング Vol.4 嘉禄&黒白                                                                | 嘉禄（保志総一朗）、黒白（諏訪部順一） | 「Vanitas vanitatum」 | テレビアニメ『カーニヴァル』関連曲                                                                |
| 8月14日  | カーニヴァル キャラクターソング Vol.4 嘉禄&黒白                                                                | 黒白（諏訪部順一） | 「Vanitas vanitatum」 | テレビアニメ『カーニヴァル』関連曲                                                                |
| 9月20日  | TVアニメ『BROTHERS CONFLICT』キャラクターソング コンセプトミニアルバム(1) 「オ・ト・ナ」                       | 雅臣（興津和幸）、右京（平川大輔）、要（諏訪部順一）、光（岡本信彦）、椿（鈴村健一）梓（鳥海浩輔）、棗（前野智昭） | 「オ・ト・ナ BREAKOUT」 | テレビアニメ『BROTHERS CONFLICT』関連曲                                                           |
| 10月23日 | TVアニメ「BROTHERS CONFLICT」キャラクターソング コンセプトミニアルバム(2) 「コ☆ド☆モ」                         | 要（諏訪部順一）、祈織（浪川大輔） | 「救世クライシス」 | テレビアニメ『BROTHERS CONFLICT』関連曲                                                           |
| 2014年   | | | |                                                                                                   |
| 10月4日  | 革命への前奏曲                                                                                                 | 跡部景吾（諏訪部順一） | 「革命への前奏曲」 | テレビアニメ『テニスの王子様』関連曲                                                              |
| 2015年   | | | |                                                                                                   |
| 1月14日  | プリティーリズム・スペシャルコンプリートCD BOX                                                                 | 赤井めが姉ぇ（伊藤かな恵）、赤井めが兄ぃ（諏訪部順一） / コーラス：SoLaMi♡SMILE | 「Welcome! Girls!」 | 「プリティーリズム」関連曲                                                                        |
| 4月8日   | マジLOVEレボリューションズ                                                                                     | ST☆RISH | 「マジLOVEレボリューションズ」 | テレビアニメ『うたの☆プリンスさまっ♪ マジLOVEレボリューションズ』エンディングテーマ               |
| 4月8日   | マジLOVEレボリューションズ                                                                                     | ST☆RISH | 「サンキュ」 | テレビアニメ『うたの☆プリンスさまっ♪ マジLOVEレボリューションズ』挿入歌                           |
| 5月8日   | うたの☆プリンスさまっ♪マジLOVEレボリューションズ クロスユニットアイドルソング 神宮寺レン・来栖翔・愛島セシル   | 神宮寺レン（諏訪部順一）、来栖翔 （下野紘）、愛島セシル（鳥海浩輔） | 「Code:T.V.U」 | テレビアニメ『うたの☆プリンスさまっ♪ マジLOVEレボリューションズ』挿入歌                           |
| 5月8日   | うたの☆プリンスさまっ♪マジLOVEレボリューションズ クロスユニットアイドルソング 神宮寺レン・来栖翔・愛島セシル   | 神宮寺レン（諏訪部順一） | 「Mellow×2 Chu」 | 『うたの☆プリンスさまっ♪』関連曲                                                                  |
| 9月16日  | ボーイフレンド（仮）キャラクターCDシリーズ vol.8 逢坂紘夢&奥結望&堤誠志郎                                      | 堤誠志郎（諏訪部順一） | 「夕暮れ、ロンリーライダー」 | ゲーム『ボーイフレンド（仮）』関連曲                                                              |
| 9月30日  | うたの☆プリンスさまっ♪ Shining All Star CD2                                                                    | ST☆RISH | 「天空のミラクルスター」 | ゲーム『うたの☆プリンスさまっ♪』関連曲                                                            |
| 9月30日  | GATE 自衛隊 彼の地にて、斯く戦えり キャラクターソング・アルバム                                                | 伊丹二等陸尉（諏訪部順一） | 「ハードボイルドによろしく！」 | テレビアニメ『GATE 自衛隊 彼の地にて、斯く戦えり』関連曲                                          |
| 9月30日  | GATE 自衛隊 彼の地にて、斯く戦えり キャラクターソング・アルバム                                                | 伊丹二等陸尉（諏訪部順一）、富田二等陸曹（安元洋貴）、黒川二等陸曹（明坂聡美）、栗林二等陸曹（内田真礼）、倉田三等陸曹（石川界人）、桑原陸曹長（山本兼平）                                                                                               | 「我ら、第三偵！ 〜第三偵察隊の歌〜」 | テレビアニメ『GATE 自衛隊 彼の地にて、斯く戦えり』関連曲                                          |
| 10月14日 | ☆SHOW TIME 2☆華桜会&鳳樹                                                                                       | 華桜会 | 「我ら、綾薙学園華桜会」 | テレビアニメ『スタミュ』挿入歌                                                                    |
| 10月14日 | ☆SHOW TIME 2☆華桜会&鳳樹                                                                                       | 鳳樹（諏訪部順一） | 「俺こそミュージック」 | テレビアニメ『スタミュ』挿入歌                                                                    |
| 12月2日  | ☆SHOW TIME 9☆鳳樹×柊翼&柊翼                                                                                    | 鳳樹（諏訪部順一）、柊翼（平川大輔） | 「Stand by Dreams」 | テレビアニメ『スタミュ』挿入歌                                                                    |
| 12月9日  | ☆SHOW TIME 10☆team鳳&華桜会                                                                                    | 華桜会 | 「SING A SONG!MUSICAL!」 | テレビアニメ『スタミュ』関連曲                                                                    |
| 2016年   | | | |                                                                                                   |
| 3月9日   | ボーイフレンド（仮）キャラクターソングアルバム vol.2                                                           | 逢坂紘夢（寺島拓篤）、奥結望（入野自由）、堤誠志郎（諏訪部順一） | 「I wanna know」 | ゲーム『ボーイフレンド（仮）』関連曲                                                              |
| 4月6日   | Code:Realize 〜創世の姫君〜 Character CD vol.2 エイブラハム・ヴァン・ヘルシング                                | エイブラハム・ヴァン・ヘルシング（諏訪部順一） | 「Endless pain」 | ゲーム『Code:Realize 〜創世の姫君〜』関連曲                                                       |
| 5月25日  | スタミュ BD・DVD第6巻特典CD                                                                                    | 星谷悠太（花江夏樹）、鳳樹（諏訪部順一） | 「星のストライド〜鳳duo Ver.〜」 | テレビアニメ『スタミュ』挿入歌                                                                    |
| 10月5日  | マジLOVEレジェンドスター                                                                                       | ST☆RISH | 「マジLOVEレジェンドスター」 | テレビアニメ『うたの☆プリンスさまっ♪ マジLOVEレジェンドスター』エンディングテーマ                 |
| 10月5日  | マジLOVEレジェンドスター                                                                                       | ST☆RISH | 「未来、夢、ありがとう…そして！」 | テレビアニメ『うたの☆プリンスさまっ♪ マジLOVEレジェンドスター』挿入歌                             |
| 11月16日 | うたの☆プリンスさまっ♪ マジLOVEレジェンドスター DUET IDOL SONG 神宮寺レン&桐生院ヴァン                         | 神宮寺レン（諏訪部順一）、桐生院ヴァン（高橋英則） | 「Lovely Eyes」 | テレビアニメ『うたの☆プリンスさまっ♪ マジLOVEレジェンドスター』挿入歌                             |
| 11月16日 | うたの☆プリンスさまっ♪ マジLOVEレジェンドスター DUET IDOL SONG 神宮寺レン&桐生院ヴァン                         | 神宮寺レン（諏訪部順一） | 「Give Me True Love」 | テレビアニメ『うたの☆プリンスさまっ♪ マジLOVEレジェンドスター』関連曲                             |
| 2017年   | | | |                                                                                                   |
| 1月11日  | TVアニメ『うたの☆プリンスさまっ♪マジLOVEレジェンドスター』 BD・DVD第1巻特典CD                                  | ST☆RISH、QUARTET NIGHT、HE★VENS | 「夢を歌へと…！」 | テレビアニメ『うたの☆プリンスさまっ♪ マジLOVEレジェンドスター』挿入歌                             |
| 5月10日  | ☆2nd SHOW TIME 6☆前・華桜会&暁×楪×漣                                                                           | 華桜会 | 「WONDERFUL WONDER!」 | テレビアニメ『スタミュ』第2期挿入歌                                                               |
| 6月7日   | TVアニメ『うたの☆プリンスさまっ♪マジLOVEレジェンドスター』 BD・DVD第6巻特典CD                                  | ST☆RISH | 「WE ARE ST☆RISH!!」 | テレビアニメ『うたの☆プリンスさまっ♪ マジLOVEレジェンドスター』挿入歌                             |
| 6月21日  | ☆2nd SHOW TIME 12☆team鳳&team柊&揚羽×蜂矢×北原×南條&オールキャスト                                             | オールキャスト | 「Gift 〜カーテンコール〜」 | テレビアニメ『スタミュ』第2期挿入歌                                                               |
| 11月15日 | うたの☆プリンスさまっ♪ Shining LiveテーマソングCD                                                              | 一十木音也（寺島拓篤）、聖川真斗（鈴村健一）、四ノ宮那月（谷山紀章）、一ノ瀬トキヤ（宮野真守）、神宮寺レン（諏訪部順一）、来栖翔（下野紘）、愛島セシル（鳥海浩輔）                                                                                       | 「Shining☆Romance」 | ゲーム『うたの☆プリンスさまっ♪ Shining Live』テーマソング                                         |
| 11月22日 | スタミュ 第2期 BD第6巻特典CD                                                                                   | 鳳樹（諏訪部順一）、辰己琉唯（岡本信彦） | 「沈黙のディアローグ」 | テレビアニメ『スタミュ』第2期挿入歌                                                               |
| 11月22日 | スタミュ 第2期 BD第6巻特典CD                                                                                   | 鳳樹（諏訪部順一）、星谷悠太（花江夏樹） | 「Shadow&Lights」 | テレビアニメ『スタミュ』第2期挿入歌                                                               |
| 2018年   | | | |                                                                                                   |
| 1月24日  | ボーイフレンド（仮）プロジェクト ミュージックアルバム 藤城学園#02                                              | キッチン・ズエ | 「Cookin' Makin' Love」 | ゲーム『ボーイフレンド（仮）きらめき☆ノート』関連曲                                               |
| 2月14日  | ウルトラブラスト                                                                                               | ST☆RISH | 「ウルトラブラスト」 「ファンタジック☆プレリュード」 | 劇場アニメ『劇場版 うたの☆プリンスさまっ♪ マジLOVEキングダム』挿入歌                              |
| 2月21日  | あんさんぶるスターズ！ ユニットソングCD Eden                                                                   | Eden | 「THE GENESIS」 | ゲーム『あんさんぶるスターズ！』関連曲                                                            |
| 2月21日  | あんさんぶるスターズ！ ユニットソングCD Eden                                                                   | Adam | 「Ruler's Truth」 | ゲーム『あんさんぶるスターズ！』関連曲                                                            |
| 2月28日  | うたの☆プリンスさまっ♪ Shining Masterpiece Show リコリスの森                                                   | 一十木音也（寺島拓篤）、一ノ瀬トキヤ（宮野真守）、神宮寺レン（諏訪部順一）、愛島セシル（鳥海浩輔） | 「リコリスの森」 | 『うたの☆プリンスさまっ♪』関連曲                                                                  |
| 2月28日  | 続『刀剣乱舞-花丸-』歌詠集 其の八                                                                              | 亀甲貞宗（山中真尋）、千子村正（諏訪部順一） | 「一対の火花、秘め事に触れ」 | テレビアニメ『続 刀剣乱舞-花丸-』エンディングテーマ                                               |
| 3月28日  | 続『刀剣乱舞-花丸-』歌詠集 其の十一                                                                            | 大和守安定（市来光弘）、加州清光（増田俊樹）、信濃藤四郎（小林裕介）、包丁藤四郎（宮田幸季）、物吉貞宗（小野賢章）、亀甲貞宗（山中真尋）、千子村正（諏訪部順一）、大包平（小野友樹）                                                                     | 「花丸印の日のもとで ver.11」 | テレビアニメ『続 刀剣乱舞-花丸-』オープニングテーマ                                               |
| 5月25日  | SHOOT THE STARS                                                                                                | Nacht | 「SHOOT THE STARS」 | ゲーム『魔王さまをプロデュース！〜七つの大罪 for GIRLS〜』主題歌                                  |
| 6月27日  | Code:Realize〜創世の姫君〜 キャラクターソングミニアルバム                                                      | エイブラハム・ヴァン・ヘルシング（諏訪部順一） | 「Nobody knows Color」 | テレビアニメ『Code:Realize 〜創世の姫君〜』関連曲                                                 |
| 7月21日  | Clover | 東極京水（諏訪部順一）、永江ときたか（中村悠一）、グレゴーリオ・ヴァレンティノ（小野大輔）、中尾椿（山下大輝） | 「Clover」 | テレビアニメ『鹿楓堂よついろ日和』エンディングテーマ                                              |
| 11月21日 | うたの☆プリンスさまっ♪Eternal Song CD「雪月花」                                                                | 一十木音也（寺島拓篤）、聖川真斗（鈴村健一）、四ノ宮那月（谷山紀章）、一ノ瀬トキヤ（宮野真守）、神宮寺レン（諏訪部順一）、来栖翔（下野紘）、愛島セシル（鳥海浩輔）、寿嶺二（森久保祥太郎）、黒崎蘭丸（鈴木達央）、美風藍（蒼井翔太）、カミュ（前野智昭） | 「雪月花」 | ゲーム『うたの☆プリンスさまっ♪』関連曲                                                            |
| 11月28日 | Gravity Heart                                                                                                  | スバル・イチノセ（石川界人）、ヴォルガー・ハマー（諏訪部順一） | 「DURANDAL New ver.「戦場の二つ名（その1）」」 「DURANDAL New ver.「戦場の二つ名（その2）」」 | テレビアニメ『宇宙戦艦ティラミスII』エンディングテーマ                                            |
| 2019年   | | | |                                                                                                   |
| 1月30日  | 劇場版 うたの☆プリンスさまっ♪ マジLOVEキングダム スペシャルユニットドラマCD レン・嶺二・綺羅                   | 神宮寺レン（諏訪部順一）、寿嶺二（森久保祥太郎）、皇綺羅（小野大輔） | 「相愛トロイメライ」 | 劇場アニメ『劇場版 うたの☆プリンスさまっ♪ マジLOVEキングダム』挿入歌                              |
| 1月30日  | あんさんぶるスターズ！アルバムシリーズ fine                                                                    | 旧fine | 「Genuine Revelation」 | ゲーム『あんさんぶるスターズ！』関連曲                                                            |
| 2月26日  | 黒子のバスケ 2nd SEASON Blu-ray BOX 特典CD                                                                     | 青峰大輝（諏訪部順一） | 「限界突破FIGHT!!」 | テレビアニメ『黒子のバスケ』関連曲                                                                |
| 4月24日  | We are VORPAL SWORDS!!                                                                                         | 黒子テツヤ（小野賢章）、火神大我（小野友樹）、赤司征十郎（神谷浩史）、青峰大輝（諏訪部順一）、緑間真太郎（小野大輔）、黄瀬涼太（木村良平）、紫原敦（鈴村健一）                                                                                           | 「We are VORPAL SWORDS!!」 | 劇場アニメ『劇場版 黒子のバスケ LAST GAME』関連曲                                                 |
| 4月24日  | あんさんぶるスターズ！アルバムシリーズ Eden                                                                    | Eden | 「Dance in the Apocalypse」 | ゲーム『あんさんぶるスターズ！』関連曲                                                            |
| 4月24日  | あんさんぶるスターズ！アルバムシリーズ Eden                                                                    | Adam | 「The Beast of the End」 | ゲーム『あんさんぶるスターズ！』関連曲                                                            |
| 4月24日  | あんさんぶるスターズ！アルバムシリーズ Eden                                                                    | 乱凪砂（諏訪部順一） | 「生まれ堕ちたこの世界で」 | ゲーム『あんさんぶるスターズ！』関連曲                                                            |
| 6月5日   | さらざんまいのうた/カワウソイヤァ                                                                              | 矢逆一稀（村瀬歩）、久慈悠（内山昴輝）、陣内燕太（堀江瞬）、ケッピ（諏訪部順一） | 「さらざんまいのうた」 | テレビアニメ『さらざんまい』挿入歌                                                                |
| 8月28日  | うたの☆プリンスさまっ♪ Shining Live テーマソングCD2                                                            | 一十木音也（寺島拓篤）、聖川真斗（鈴村健一）、四ノ宮那月（谷山紀章）、一ノ瀬トキヤ（宮野真守）、神宮寺レン（諏訪部順一）、来栖翔（下野紘）、愛島セシル（鳥海浩輔）                                                                                       | 「WONDER☆RONDO」 | ゲーム『うたの☆プリンスさまっ♪ Shining Live』テーマソング                                         |
| 10月2日  | うたの☆プリンスさまっ♪ソロベストアルバム 神宮寺レン「Rose Rose Romance」                                       | 神宮寺レン（諏訪部順一） | 「恋から愛へ…そして未来に」 「Rose Rose Romance」 | 『うたの☆プリンスさまっ♪』関連曲                                                                  |
| 12月11日 | キセキ | Eden | 「キセキ」 | テレビアニメ『あんさんぶるスターズ！』オープニングテーマ                                          |
| 12月25日 | 劇場版 うたの☆プリンスさまっ♪ マジLOVEキングダム BD・DVD特典CD                                                 | ST☆RISH、QUARTET NIGHT、HE★VENS | 「マジLOVEキングダム」 「Welocme to UTA☆PRI KINGDOM!!」 | 劇場アニメ『劇場版 うたの☆プリンスさまっ♪ マジLOVEキングダム』挿入歌                              |
| 2020年   | | | |                                                                                                   |
| 2月26日  | あんさんぶるスターズ！ EDテーマ集 VOL.06                                                                       | Eden | 「Awakening Myth」 | テレビアニメ『あんさんぶるスターズ！』エンディングテーマ                                          |
| 2月26日  | あんさんぶるスターズ！ オリジナルサウンドトラック                                                              | Trickstar、Eden | 「キセキ」 | テレビアニメ『あんさんぶるスターズ！』オープニングテーマ                                          |
| 4月15日  | うたの☆プリンスさまっ♪Another World〜WHITE&BLACK〜 テーマソングCD                                              | BLACK DEJAVU | 「BLACK DEJAVU」 | イベント『うたの☆プリンスさまっ♪Another World〜WHITE&BLACK〜』テーマソング                        |
| 8月26日  | BRAND NEW STARS!!                                                                                              | ESオールスターズ | 「BRAND NEW STARS!!」 | ゲーム『あんさんぶるスターズ!!』主題歌                                                            |
| 8月26日  | BRAND NEW STARS!!                                                                                              | ESオールスターズ | 「Walk with your smile」 | ゲーム『あんさんぶるスターズ!!』関連曲                                                            |
| 8月26日  | あんさんぶるスターズ!! ESアイドルソング season1 Eden                                                           | Eden | 「楽園追放 -Faith Conquest-」 「BRAND NEW STARS!!」 | ゲーム『あんさんぶるスターズ!!』関連曲                                                            |
| 9月16日  | SUPER STAR/THIS IS...!/Genesis HE★VENS                                                                         | 一十木音也（寺島拓篤）、聖川真斗（鈴村健一）、四ノ宮那月（谷山紀章）、一ノ瀬トキヤ（宮野真守）、神宮寺レン（諏訪部順一）、来栖翔（下野紘）、愛島セシル（鳥海浩輔）                                                                                       | 「SUPER STAR」 | 『うたの☆プリンスさまっ♪』関連曲                                                                  |
| 11月4日  | HELIOS Rising Heroes エンディングテーマ Vol.2                                                                  | ノースセクター | 「TIMELESS BEAT」 | ゲーム『エリオスライジングヒーローズ』エンディングテーマ                                          |
| 2021年   | | | |                                                                                                   |
| 2月24日  | DESIGNED BY HEAVEN!                                                                                            | パライソ☆社員スターズ | 「DESIGNED BY HEAVEN!」 | テレビアニメ『天地創造デザイン部』エンディングテーマ                                              |
| 2月24日  | DESIGNED BY HEAVEN!                                                                                            | パライソ☆社員スターズ | 「DESIGNED BY HEAVEN!＜Ad-Option Remix＞」 | テレビアニメ『天地創造デザイン部』関連曲                                                          |
| 3月26日  | 天地創造デザイン部 オリジナル・サウンドトラック                                                                | 木村（梅原裕一郎）、水島（諏訪部順一） | 「ラップバトル」 | テレビアニメ『天地創造デザイン部』挿入歌                                                          |
| 6月2日   | うたの☆プリンスさまっ♪10th Anniversary CD                                                                      | 一十木音也（寺島拓篤）、聖川真斗（鈴村健一）、四ノ宮那月（谷山紀章）、一ノ瀬トキヤ（宮野真守）、神宮寺レン（諏訪部順一）、来栖翔（下野紘）、愛島セシル（鳥海浩輔）                                                                                       | 「STAR WISH」 | 『うたの☆プリンスさまっ♪』関連曲                                                                  |
| 6月9日   | あんさんぶるスターズ!! FUSION UNIT SERIES 01 Switch × Eden                                                     | Switch、Eden | 「Majestic Magic」 | ゲーム『あんさんぶるスターズ!!』関連曲                                                            |
| 6月9日   | あんさんぶるスターズ!! FUSION UNIT SERIES 01 Switch × Eden                                                     | Eden | 「FUSIONIC STARS!!」 | ゲーム『あんさんぶるスターズ!!』関連曲                                                            |
| 6月23日  | FUSIONIC STARS!!                                                                                               | ESオールスターズ | 「FUSIONIC STARS!!」 | ゲーム『あんさんぶるスターズ!!』関連曲                                                            |
| 7月21日  | Paradox Live 2nd album "LIVE"                                                                                  | 武雷管 | 「BURAIKAN is Back」 | キャラクターCD『Paradox Live』関連曲                                                              |
| 8月25日  | うたの☆プリンスさまっ♪Shining All Star CD3                                                                     | 一十木音也（寺島拓篤）、聖川真斗（鈴村健一）、四ノ宮那月（谷山紀章）、一ノ瀬トキヤ（宮野真守）、神宮寺レン（諏訪部順一）、来栖翔（下野紘）、愛島セシル（鳥海浩輔）                                                                                       | 「Grateful friends, Graceful ways」 | 『うたの☆プリンスさまっ♪』関連曲                                                                  |
| 9月29日  | かげきしょうじょ!! 音楽集                                                                                      | 安道守（諏訪部順一） | 「愛を乞う歌」 | テレビアニメ『かげきしょうじょ!!』関連曲                                                          |
| 11月24日 | あんさんぶるスターズ!! ESアイドルソング season2 Eden                                                           | Eden | 「EXCEED」 「Psyche's Butterfly」 | ゲーム『あんさんぶるスターズ!!』関連曲                                                            |
| 2022年   | | | |                                                                                                   |
| 4月6日   | 『劇場版 うたの☆プリンスさまっ♪ マジLOVEスターリッシュツアーズ』メインテーマ マジLOVEスターリッシュツアーズ    | 一十木音也（寺島拓篤）、聖川真斗（鈴村健一）、四ノ宮那月（谷山紀章）、一ノ瀬トキヤ（宮野真守）、神宮寺レン（諏訪部順一）、来栖翔（下野紘）、愛島セシル（鳥海浩輔）                                                                                       | 「マジLOVEスターリッシュツアーズ」 「ST☆RT OURS」 | 劇場アニメ『劇場版 うたの☆プリンスさまっ♪ マジLOVEスターリッシュツアーズ』挿入歌                  |
| 7月13日  | 劇場版 うたの☆プリンスさまっ♪ マジLOVEスターリッシュツアーズ アイドルソング 神宮寺レン                         | 神宮寺レン（諏訪部順一） | 「Ready to be a Lady」 「DREAM TALE」 | 劇場アニメ『劇場版 うたの☆プリンスさまっ♪ マジLOVEスターリッシュツアーズ』挿入歌                  |
| 8月24日  | 劇場版 うたの☆プリンスさまっ♪ マジLOVEスターリッシュツアーズ クロスユニットアイドルソング                      | 一十木音也（寺島拓篤）、聖川真斗（鈴村健一）、四ノ宮那月（谷山紀章）、一ノ瀬トキヤ（宮野真守）、神宮寺レン（諏訪部順一）、来栖翔（下野紘）、愛島セシル（鳥海浩輔）                                                                                       | 「UUUU」 | 劇場アニメ『劇場版 うたの☆プリンスさまっ♪ マジLOVEスターリッシュツアーズ』挿入歌                  |
| 9月2日   | SET LIST 2 〜劇場版 うたの☆プリンスさまっ♪ マジLOVEスターリッシュツアーズ 挿入歌集〜                           | 一十木音也（寺島拓篤）、聖川真斗（鈴村健一）、四ノ宮那月（谷山紀章）、一ノ瀬トキヤ（宮野真守）、神宮寺レン（諏訪部順一）、来栖翔（下野紘）、愛島セシル（鳥海浩輔）                                                                                       | 「続け…！ ISHの旅へ」 | 劇場アニメ『劇場版 うたの☆プリンスさまっ♪ マジLOVEスターリッシュツアーズ』挿入歌                  |
| 2024年   | | | |                                                                                                   |
| 3月27日  | GRANBLUE FANTASY CHARACTER SONGS Best Album Vol.1                                                              | グラン（小野友樹）、シエテ（諏訪部順一）、カトル（福山潤）、シス（檜山修之） | 「キミとボクのミライ Another Ver.」 | ゲーム『グランブルーファンタジー』関連曲                                                          |

### その他参加作品
| 発売日         | 商品名                             | 歌         | 楽曲 | 備考                       |
| -------------- | ---------------------------------- | ---------- | --- | -------------------------- |
| 2009年3月18日  | 百歌声爛 -男性声優編III-           | 諏訪部順一 | 魔法使いサリー すきすきソング 魔法のマコちゃん ドンちゃんのうた 幸わせを呼ぶリミットちゃん キューティーハニー 魔女っ子メグちゃん 魔女っ子チックル 女の子って 魔法少女ララベル | コンピレーション・アルバム |
| 2012年12月12日 | Platinum Voice〜届けたい歌がある〜 | 諏訪部順一 | 「じれったい」 | コンピレーション・アルバム |
| 2021年12月15日 | COVER〜LOVE〜                      | 諏訪部順一 | 「情熱」 「恋しくて」 「愛撫」 「TRUE LOVE」 「バンザイ」 | コンピレーション・アルバム |